# Bahnstrecke Annaberg-Buchholz unt Bf–Flöha
| Ausschnitt der Streckenkarte Sachsen von 1902 |                                                                     |                                                            |                                                            |
| Streckennummer: | 6644; sä. AF                                                        |                                                            |                                                            |
| Kursbuchstrecke (DB): | 517                                                                 |                                                            |                                                            |
| Kursbuchstrecke: | 140 (1934) 141a (Erdmannsdorf-Augustusburg – Flöha 1934) 169 (1946) |                                                            |                                                            |
| Streckenlänge: | 43,515 km                                                           |                                                            |                                                            |
| Spurweite: | 1435 mm (Normalspur)                                                |                                                            |                                                            |
| Streckenklasse: | C4                                                                  |                                                            |                                                            |
| Maximale Neigung: | 15,4 ‰                                                              |                                                            |                                                            |
| Minimaler Radius: | 170 m                                                               |                                                            |                                                            |
| Streckengeschwindigkeit: | 80 km/h                                                             |                                                            |                                                            |
| |                                                                     |                                                            |                                                            |
| \| \| 0,000 \| (Streckenbeginn) \| (Streckenbeginn) \| \| \| \| von Vejprty \| \| \| \| 0,301 \| Annaberg-Buchholz unt Bf \| 537 m \| \| \| 1,638 \| Brücke Weißbachtal (45 m) \| Brücke Weißbachtal (45 m) \| \| \| 2,481 \| EÜ Wirtschaftsweg (12 m) \| EÜ Wirtschaftsweg (12 m) \| \| \| \| Brücke Bundesstraße 95 \| \| \| \| 3,880 \| Schönfeld-Wiesa bis 2007 \| 494 m \| \| \| \| Schmalspurbahn nach Meinersdorf \| \| \| \| 4,196 \| EÜ Bahnhofstraße (12 m) \| EÜ Bahnhofstraße (12 m) \| \| \| 5,646 \| Wiesa (Erzgeb) seit 2007 \| Wiesa (Erzgeb) seit 2007 \| \| \| 7,220 \| Zschopaubrücke (32 m) \| Zschopaubrücke (32 m) \| \| \| 7,862 \| Zschopaubrücke (66 m) \| Zschopaubrücke (66 m) \| \| \| 8,148 \| EÜ Bundesstraße 101 (12 m) \| EÜ Bundesstraße 101 (12 m) \| \| \| 8,410 \| Thermalbad Wiesenbad (ehem. Bf) \| 433 m \| \| \| 8,572 \| Brücke Werkgraben (22 m) \| Brücke Werkgraben (22 m) \| \| \| 9,570 \| Brücke Pöhlbach (31 m) \| Brücke Pöhlbach (31 m) \| \| \| 9,600 \| Abzw Plattenthal (Blockstelle) \| 421 m \| \| \| 9,674 \| von Königswalde \| von Königswalde \| \| \| 10,650 \| Zschopaubrücke (40 m) \| Zschopaubrücke (40 m) \| \| \| 12,000 \| Schmalspurbahn von Jöhstadt \| Schmalspurbahn von Jöhstadt \| \| \| 12,673 \| Zschopaubrücke (67 m) \| Zschopaubrücke (67 m) \| \| \| 12,983 13,000 \| Kilometersprung -17 m \| Kilometersprung -17 m \| \| \| \| Dreischienengleis 1435/750 mm (1897–1986) \| \| \| \| 13,093 \| Zschopaubrücke (55 m) \| Zschopaubrücke (55 m) \| \| \| 13,762 \| Wolkenstein \| 392 m \| \| \| 14,025 \| Zschopaubrücke (50 m) \| Zschopaubrücke (50 m) \| \| \| 14,070 \| Brücke Werkgraben (25 m) \| Brücke Werkgraben (25 m) \| \| \| 15,306 \| Zschopaubrücke (57 m) \| Zschopaubrücke (57 m) \| \| \| 16,709 \| Warmbad \| 373 m \| \| \| 17,036 \| Zschopaubrücke (57 m) \| Zschopaubrücke (57 m) \| \| \| 21,278 \| Scharfenstein (ehem. Bf) \| 354 m \| \| \| 21,693 \| Viadukt Scharfenstein (80 m) \| Viadukt Scharfenstein (80 m) \| \| \| 22,020 \| Brücke Grundbach (10 m) \| Brücke Grundbach (10 m) \| \| \| 22,315 \| Zschopaubrücke (70 m) \| Zschopaubrücke (70 m) \| \| \| 22,810 \| Zschopaubrücke (50 m) \| Zschopaubrücke (50 m) \| \| \| 23,995 \| Zschopaubrücke (50 m) \| Zschopaubrücke (50 m) \| \| \| 24,148 \| Wilischthal (ehem. Bf) \| 340 m \| \| \| \| Schmalspurbahn von Thum \| \| \| \| 26,460 \| Tischaubrücke (10 m) \| Tischaubrücke (10 m) \| \| \| \| Zschopautalbrücke Bundesstraße 174 \| \| \| \| 26,890 \| Zschopau \| 336 m \| \| \| 27,162 \| EÜ Neue Marienberger Straße (11 m) \| EÜ Neue Marienberger Straße (11 m) \| \| \| 27,387 27,400 \| Kilometersprung -13 m \| Kilometersprung -13 m \| \| \| 27,553 \| Zschopaubrücke (51 m) \| Zschopaubrücke (51 m) \| \| \| 28,175 \| Zschopau Ost \| Zschopau Ost \| \| \| 28,954 \| Zschopaubrücke (51 m) \| Zschopaubrücke (51 m) \| \| \| 29,381 \| Zschopaubrücke (50 m) \| Zschopaubrücke (50 m) \| \| \| 29,40 \| Aquädukt von Zschopau \| Aquädukt von Zschopau \| \| \| 29,540 \| SÜ Wirtschaftsweg \| SÜ Wirtschaftsweg \| \| \| 29,794 \| Zschopaubrücke (70 m) \| Zschopaubrücke (70 m) \| \| \| 30,145 \| Zschopaubrücke (58 m) \| Zschopaubrücke (58 m) \| \| \| 30,518 \| Waldkirchen (Erzgeb) (ehem. Bf) \| 318 m \| \| \| 31,674 \| Zschopaubrücke (86 m) \| Zschopaubrücke (86 m) \| \| \| 32,103 \| Witzschdorf \| 310 m \| \| \| \| Brücke Staupenbach \| \| \| \| 34,758 \| Hennersdorf (Sachs) (Bf. seit 2007) \| 300 m \| \| \| 35,950 \| Hennersdorf (Sachs) Gbf bis 1947 \| 298 m \| \| \| 39,212 \| EÜ Chemnitzer Str. (12 m) \| EÜ Chemnitzer Str. (12 m) \| \| \| 39,324 \| Erdmannsdorf-Augustusburg (ehem. Bf) \| 294 m \| \| \| \| \| \| \| \| \| (Anschluss an die Drahtseilbahn Erdmannsdorf–Augustusburg) \| \| \| \| \| \| \| \| \| 40,008 \| EÜ Wirtschaftsweg (10 m) \| EÜ Wirtschaftsweg (10 m) \| \| \| 40,535 \| EÜ Friedrich-Ludwig-Jahn-Straße (16 m) \| EÜ Friedrich-Ludwig-Jahn-Straße (16 m) \| \| \| 42,080 \| Flöha-Plaue seit 2007 \| Flöha-Plaue seit 2007 \| \| \| \| von Dresden Hbf und von Reitzenhain \| \| \| \| 43,515 \| Flöha \| 278 m \| \| \| \| nach Werdau Bogendreieck \| \| |                                                                     |                                                            |                                                            |
| | 0,000                                                               | (Streckenbeginn)                                           | (Streckenbeginn)                                           |
| Abzweig ehemals geradeaus und von links |                                                                     | von Vejprty                                                | von Vejprty                                                |
| Bahnhof | 0,301                                                               | Annaberg-Buchholz unt Bf                                   | 537 m                                                      |
| Brücke | 1,638                                                               | Brücke Weißbachtal (45 m)                                  | Brücke Weißbachtal (45 m)                                  |
| Brücke | 2,481                                                               | EÜ Wirtschaftsweg (12 m)                                   | EÜ Wirtschaftsweg (12 m)                                   |
| Strecke mit Straßenbrücke |                                                                     | Brücke Bundesstraße 95                                     | Brücke Bundesstraße 95                                     |
| ehemaliger Bahnhof | 3,880                                                               | Schönfeld-Wiesa bis 2007                                   | 494 m                                                      |
| Abzweig geradeaus und ehemals nach links |                                                                     | Schmalspurbahn nach Meinersdorf                            | Schmalspurbahn nach Meinersdorf                            |
| Brücke | 4,196                                                               | EÜ Bahnhofstraße (12 m)                                    | EÜ Bahnhofstraße (12 m)                                    |
| Haltepunkt / Haltestelle | 5,646                                                               | Wiesa (Erzgeb) seit 2007                                   | Wiesa (Erzgeb) seit 2007                                   |
| Brücke über Wasserlauf | 7,220                                                               | Zschopaubrücke (32 m)                                      | Zschopaubrücke (32 m)                                      |
| Brücke über Wasserlauf | 7,862                                                               | Zschopaubrücke (66 m)                                      | Zschopaubrücke (66 m)                                      |
| Brücke | 8,148                                                               | EÜ Bundesstraße 101 (12 m)                                 | EÜ Bundesstraße 101 (12 m)                                 |
| Haltepunkt / Haltestelle | 8,410                                                               | Thermalbad Wiesenbad (ehem. Bf)                            | 433 m                                                      |
| Brücke über Wasserlauf | 8,572                                                               | Brücke Werkgraben (22 m)                                   | Brücke Werkgraben (22 m)                                   |
| Brücke über Wasserlauf | 9,570                                                               | Brücke Pöhlbach (31 m)                                     | Brücke Pöhlbach (31 m)                                     |
| ehemalige Blockstelle | 9,600                                                               | Abzw Plattenthal (Blockstelle)                             | 421 m                                                      |
| Abzweig geradeaus und ehemals von rechts | 9,674                                                               | von Königswalde                                            | von Königswalde                                            |
| Brücke über Wasserlauf | 10,650                                                              | Zschopaubrücke (40 m)                                      | Zschopaubrücke (40 m)                                      |
| Abzweig geradeaus und ehemals von rechts | 12,000                                                              | Schmalspurbahn von Jöhstadt                                | Schmalspurbahn von Jöhstadt                                |
| Brücke über Wasserlauf | 12,673                                                              | Zschopaubrücke (67 m)                                      | Zschopaubrücke (67 m)                                      |
| Kilometer-Wechsel | 12,983 13,000                                                       | Kilometersprung -17 m                                      | Kilometersprung -17 m                                      |
| Strecke |                                                                     | Dreischienengleis 1435/750 mm (1897–1986)                  | Dreischienengleis 1435/750 mm (1897–1986)                  |
| Brücke über Wasserlauf | 13,093                                                              | Zschopaubrücke (55 m)                                      | Zschopaubrücke (55 m)                                      |
| Bahnhof | 13,762                                                              | Wolkenstein                                                | 392 m                                                      |
| Brücke über Wasserlauf | 14,025                                                              | Zschopaubrücke (50 m)                                      | Zschopaubrücke (50 m)                                      |
| Brücke über Wasserlauf | 14,070                                                              | Brücke Werkgraben (25 m)                                   | Brücke Werkgraben (25 m)                                   |
| Brücke über Wasserlauf | 15,306                                                              | Zschopaubrücke (57 m)                                      | Zschopaubrücke (57 m)                                      |
| Haltepunkt / Haltestelle | 16,709                                                              | Warmbad                                                    | 373 m                                                      |
| Brücke über Wasserlauf | 17,036                                                              | Zschopaubrücke (57 m)                                      | Zschopaubrücke (57 m)                                      |
| Haltepunkt / Haltestelle | 21,278                                                              | Scharfenstein (ehem. Bf)                                   | 354 m                                                      |
| Brücke über Wasserlauf | 21,693                                                              | Viadukt Scharfenstein (80 m)                               | Viadukt Scharfenstein (80 m)                               |
| Brücke über Wasserlauf | 22,020                                                              | Brücke Grundbach (10 m)                                    | Brücke Grundbach (10 m)                                    |
| Brücke über Wasserlauf | 22,315                                                              | Zschopaubrücke (70 m)                                      | Zschopaubrücke (70 m)                                      |
| Brücke über Wasserlauf | 22,810                                                              | Zschopaubrücke (50 m)                                      | Zschopaubrücke (50 m)                                      |
| Brücke über Wasserlauf | 23,995                                                              | Zschopaubrücke (50 m)                                      | Zschopaubrücke (50 m)                                      |
| Haltepunkt / Haltestelle | 24,148                                                              | Wilischthal (ehem. Bf)                                     | 340 m                                                      |
| Abzweig geradeaus und ehemals nach links |                                                                     | Schmalspurbahn von Thum                                    | Schmalspurbahn von Thum                                    |
| Brücke über Wasserlauf | 26,460                                                              | Tischaubrücke (10 m)                                       | Tischaubrücke (10 m)                                       |
| Strecke mit Straßenbrücke |                                                                     | Zschopautalbrücke Bundesstraße 174                         | Zschopautalbrücke Bundesstraße 174                         |
| Bahnhof | 26,890                                                              | Zschopau                                                   | 336 m                                                      |
| Brücke | 27,162                                                              | EÜ Neue Marienberger Straße (11 m)                         | EÜ Neue Marienberger Straße (11 m)                         |
| Kilometer-Wechsel | 27,387 27,400                                                       | Kilometersprung -13 m                                      | Kilometersprung -13 m                                      |
| Brücke über Wasserlauf | 27,553                                                              | Zschopaubrücke (51 m)                                      | Zschopaubrücke (51 m)                                      |
| Haltepunkt / Haltestelle | 28,175                                                              | Zschopau Ost                                               | Zschopau Ost                                               |
| Brücke über Wasserlauf | 28,954                                                              | Zschopaubrücke (51 m)                                      | Zschopaubrücke (51 m)                                      |
| Brücke über Wasserlauf | 29,381                                                              | Zschopaubrücke (50 m)                                      | Zschopaubrücke (50 m)                                      |
| Tunnel bzw. Unterführung unter Wasserlauf | 29,40                                                               | Aquädukt von Zschopau                                      | Aquädukt von Zschopau                                      |
| Strecke mit Straßenbrücke | 29,540                                                              | SÜ Wirtschaftsweg                                          | SÜ Wirtschaftsweg                                          |
| Brücke über Wasserlauf | 29,794                                                              | Zschopaubrücke (70 m)                                      | Zschopaubrücke (70 m)                                      |
| Brücke über Wasserlauf | 30,145                                                              | Zschopaubrücke (58 m)                                      | Zschopaubrücke (58 m)                                      |
| Haltepunkt / Haltestelle | 30,518                                                              | Waldkirchen (Erzgeb) (ehem. Bf)                            | 318 m                                                      |
| Brücke über Wasserlauf | 31,674                                                              | Zschopaubrücke (86 m)                                      | Zschopaubrücke (86 m)                                      |
| Haltepunkt / Haltestelle | 32,103                                                              | Witzschdorf                                                | 310 m                                                      |
| Brücke über Wasserlauf |                                                                     | Brücke Staupenbach                                         | Brücke Staupenbach                                         |
| Bahnhof | 34,758                                                              | Hennersdorf (Sachs) (Bf. seit 2007)                        | 300 m                                                      |
| ehemaliger Dienststation / Betriebs- oder Güterbahnhof | 35,950                                                              | Hennersdorf (Sachs) Gbf bis 1947                           | 298 m                                                      |
| Brücke | 39,212                                                              | EÜ Chemnitzer Str. (12 m)                                  | EÜ Chemnitzer Str. (12 m)                                  |
| Haltepunkt / Haltestelle | 39,324                                                              | Erdmannsdorf-Augustusburg (ehem. Bf)                       | 294 m                                                      |
| |                                                                     |                                                            |                                                            |
| Strecke |                                                                     | (Anschluss an die Drahtseilbahn Erdmannsdorf–Augustusburg) | (Anschluss an die Drahtseilbahn Erdmannsdorf–Augustusburg) |
| |                                                                     |                                                            |                                                            |
| Brücke | 40,008                                                              | EÜ Wirtschaftsweg (10 m)                                   | EÜ Wirtschaftsweg (10 m)                                   |
| Brücke | 40,535                                                              | EÜ Friedrich-Ludwig-Jahn-Straße (16 m)                     | EÜ Friedrich-Ludwig-Jahn-Straße (16 m)                     |
| Haltepunkt / Haltestelle | 42,080                                                              | Flöha-Plaue seit 2007                                      | Flöha-Plaue seit 2007                                      |
| Abzweig geradeaus und von rechts |                                                                     | von Dresden Hbf und von Reitzenhain                        | von Dresden Hbf und von Reitzenhain                        |
| Bahnhof | 43,515                                                              | Flöha                                                      | 278 m                                                      |
| Strecke |                                                                     | nach Werdau Bogendreieck                                   | nach Werdau Bogendreieck                                   |

Die Bahnstrecke Annaberg-Buchholz unt Bf–Flöha (auch: Zschopautalbahn) ist eine Nebenbahn in Sachsen. Sie schließt in Annaberg-Buchholz unt Bf an die Bahnstrecke Vejprty–Annaberg-Buchholz unt Bf an und führt im Zschopautal über Wolkenstein und Zschopau nach Flöha. Sie gehört seit 2001 zum DB-Regionetz Erzgebirgsbahn.

## Geschichte

### Vorgeschichte und Bau
Mitte des 19. Jahrhunderts war Annaberg noch eine der größten Städte Sachsens. Annaberger Bürger gründeten ein „Eisenbahncomitee“, das fortan für einen Anschluss an das noch im Entstehen begriffene Eisenbahnnetz kämpfte. Erste Untersuchungen für eine Bahnverbindung zwischen Chemnitz und Annaberg begannen 1858. Zu dieser Zeit besaß Chemnitz schon Bahnanschluss durch die Niedererzgebirgische Staatsbahn mit den Strecken Riesa–Chemnitz und Zwickau–Chemnitz. Ein anderer möglicher Ausgangspunkt für eine Bahn nach Annaberg war auch Schwarzenberg, das seit 1858 Endpunkt der Obererzgebirgischen Bahn war.
Letztlich entschied sich die sächsische Regierung für Chemnitz als Ausgangspunkt. Uneinigkeit bestand zunächst noch über die Streckenführung. Zur Debatte standen die Varianten einerseits über Flöha und Zschopau durch das Zschopautal, andererseits auf direkterem Wege über Thum und Ehrenfriedersdorf. Ausschlaggebend für die 1860 genehmigte Streckenführung im Zschopautal war letztlich die dort angesiedelte Industrie, die ein höheres Verkehrsaufkommen versprach.
Am 3. September 1862 begann der Bau der Strecke als Chemnitz-Annaberger Staatseisenbahn bzw. Staatsbahn, am 1. Februar 1866 wurde sie eröffnet.

### Betrieb

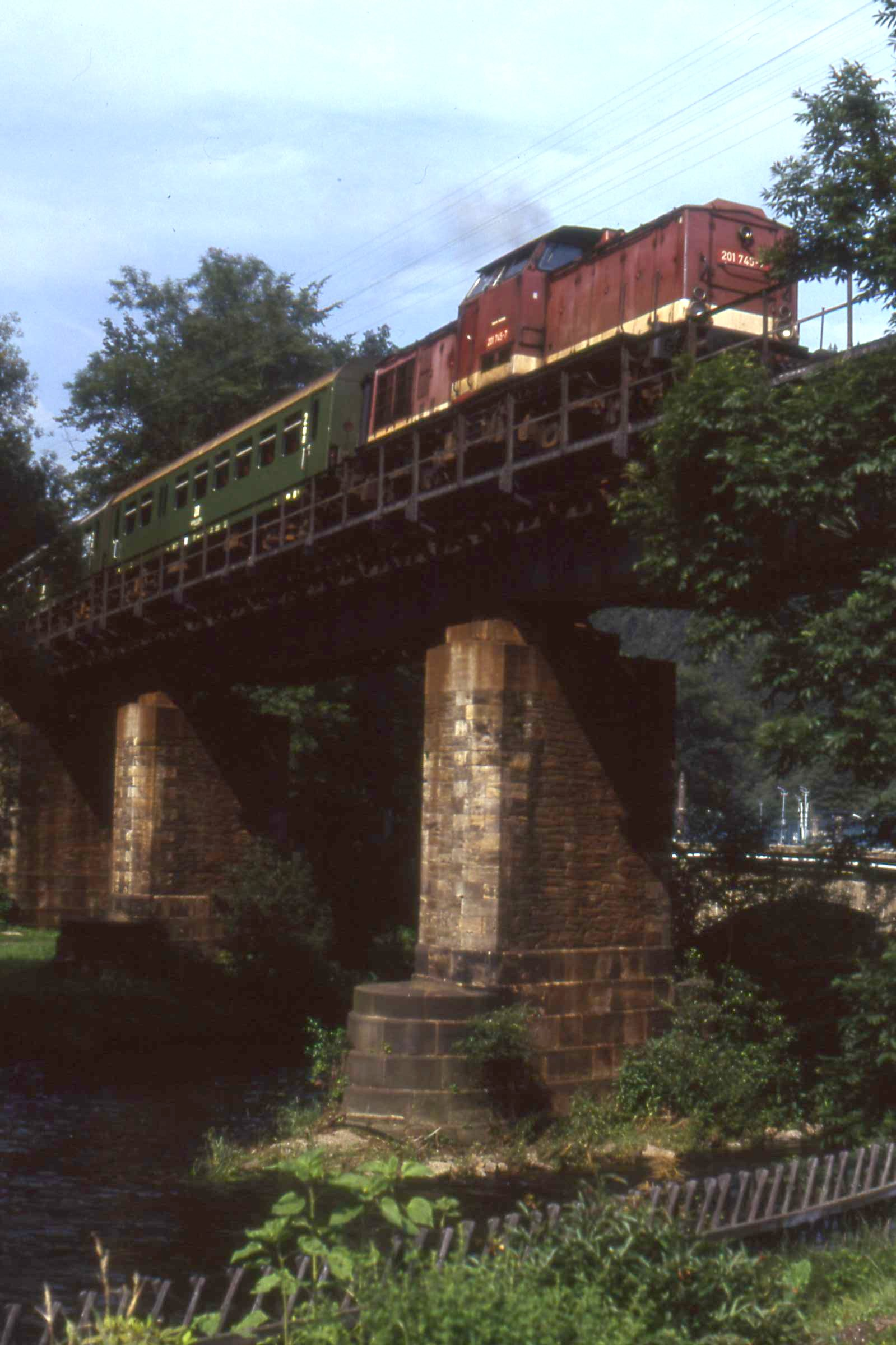
Reisezug auf der Zschopaubrücke Scharfenstein (1992)

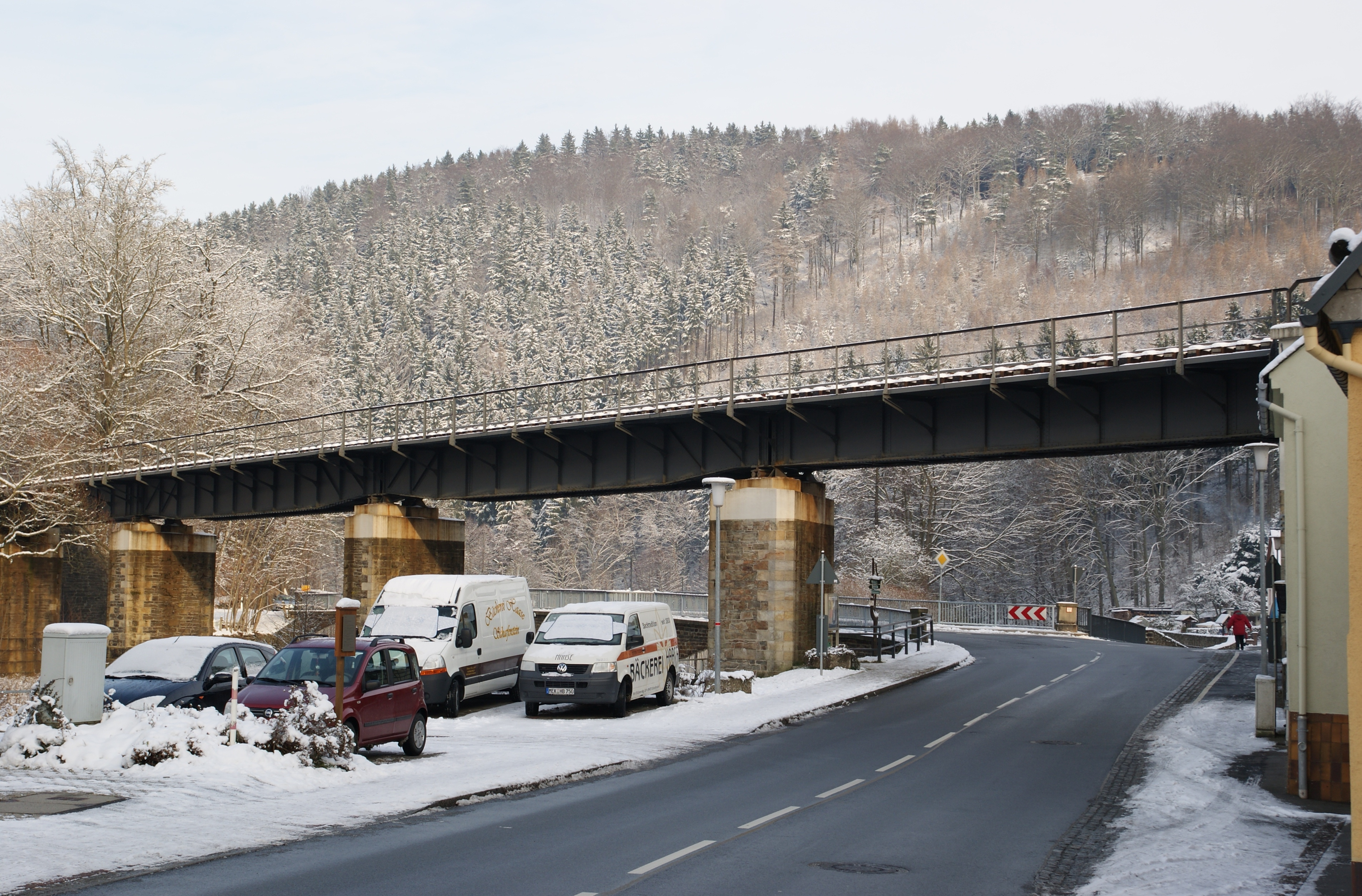
Zschopaubrücke Scharfenstein

Der Abschnitt zwischen Flöha und Chemnitz wurde 1869 Teil der Strecke (Dresden–)Freiberg–Chemnitz(–Werdau).
Seit 1. Januar 2002 gehört die Strecke zum DB RegioNetz Erzgebirgsbahn. Im Reiseverkehr gilt seitdem der Tarif des Verkehrsverbundes Mittelsachsen.

### Modernisierung
Im Jahr 2007 wurde der Abschnitt Annaberg-Buchholz unt Bf – Erdmannsdorf-Augustusburg wegen umfangreicher Modernisierungsarbeiten von April bis Dezember gesperrt. Als Ersatz verkehrten Busse.
Bauschwerpunkt war die zweite Baustufe des elektronischen Stellwerks Annaberg-Buchholz. In Wolkenstein, Zschopau und Hennersdorf wurden Stellrechner installiert. Seit Abschluss wird der gesamte Zugbetrieb von Annaberg-Buchholz aus gesteuert. Es wurden 16 Bahnübergänge geändert, einige Bahnhöfe umgebaut, Brücken saniert und Gleise erneuert.
Zudem wurden in Flöha-Plaue und Zschopau Ost neue Haltepunkte errichtet; der Bahnhof Schönfeld-Wiesa wurde durch den ortsnahen Haltepunkt Wiesa ersetzt. An den übrigen Stationen wurden die Bahnsteige modernisiert und barrierefrei gestaltet.
Alle Personenzüge der Zschopautalbahn verkehren derzeit mit Dieseltriebwagen der Baureihe 642. Die Linie ist über Flöha hinaus nach Chemnitz durchgebunden, wo weitere Anschlüsse ins Umland bestehen. Die Züge verkehren täglich mindestens alle zwei Stunden, im Abschnitt von Chemnitz Hbf bis Annaberg-Buchholz unterer Bf wochentags fast stündlich. Am Wochenende verkehrte bis 2011 ein Ausflugszug unter der Liniennummer RE28 direkt von und nach Leipzig.
Im Juni 2016 kündigte die Deutsche Bahn an, binnen weniger Wochen auf dem Abschnitt zwischen Annaberg-Buchholz und Wolkenstein einen führerlosen Zug erproben zu wollen. Die Diesellokomotive sei mit Computern, Kameras und Sensoren ausgerüstet und solle Signale und Hindernisse erkennen.

## Streckenbeschreibung

### Verlauf

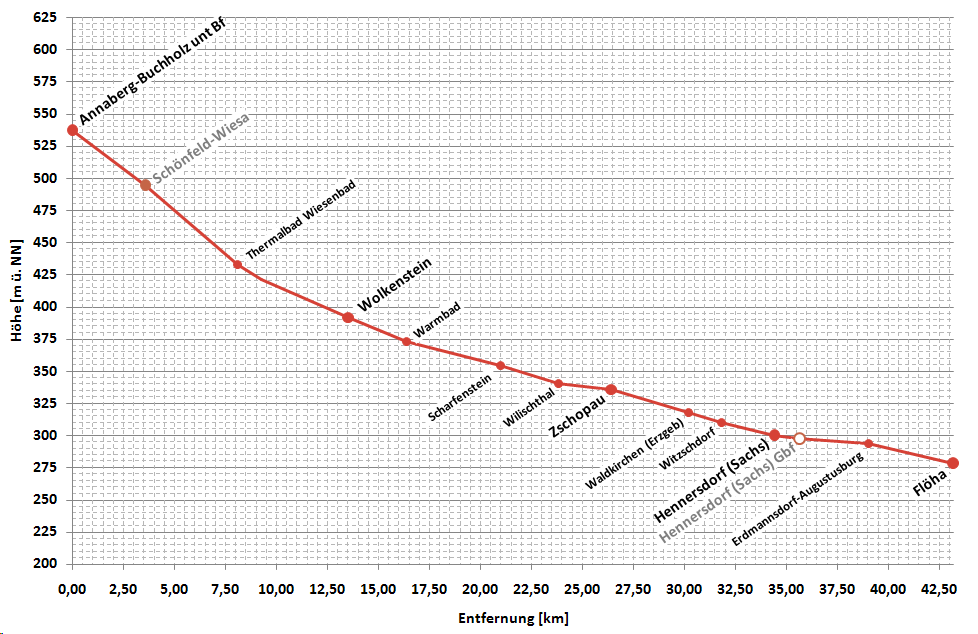
Vereinfachtes Höhenprofil der Strecke

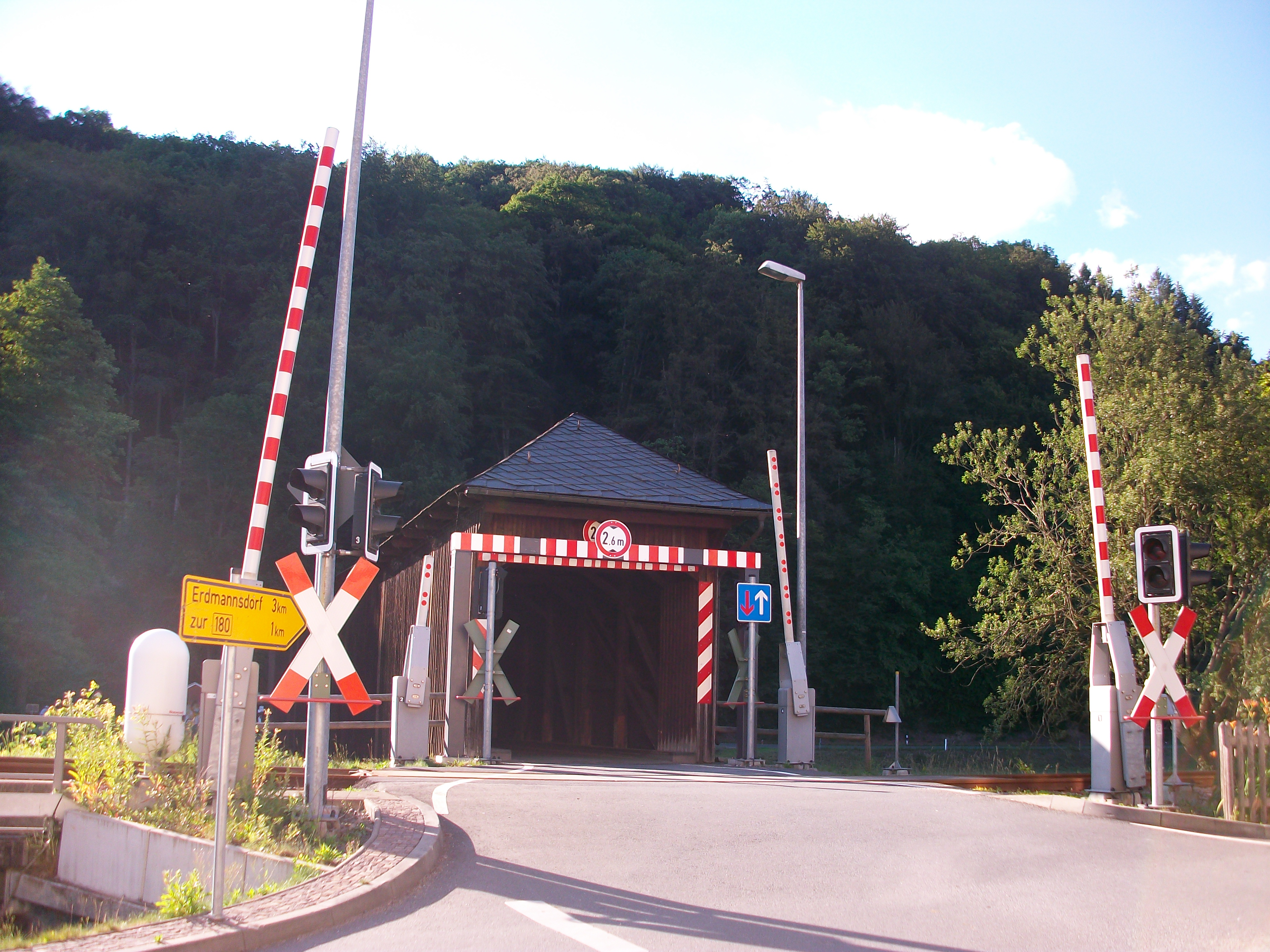
Hennersdorf, Bahnübergang an der Holzbrücke (2016)

Die Strecke Annaberg-Buchholz–Flöha hat ihren Nullkilometer im Bahnhof Annaberg-Buchholz unt Bf am ursprünglichen Streckenende der Chemnitz-Annaberger Bahn. Von dort verläuft sie zunächst an der orografisch rechten Talflanke der Sehma zum früheren Bahnhof Schönfeld-Wiesa. Ab hier folgt sie ununterbrochen talwärts der Zschopau, wobei sich diese hinter Wiesa zusammen mit der Strecke durch ein enges, von steil aufragenden Felspartien gesäumtes Flusstal schlängelt. Auf diesem landschaftlich anspruchsvollen Abschnitt überquert die Strecke mehrmals den Fluss, unterquert vor Zschopau die vierspurig ausgebaute Bundesstraße 174 und folgt ab Witzschdorf endgültig dem rechten Flussufer. In Flöha mündet sie in die von rechts herannahende Hauptbahn Dresden–Werdau ein.

### Betriebsstellen
Annaberg-Buchholz unt Bf ⊙

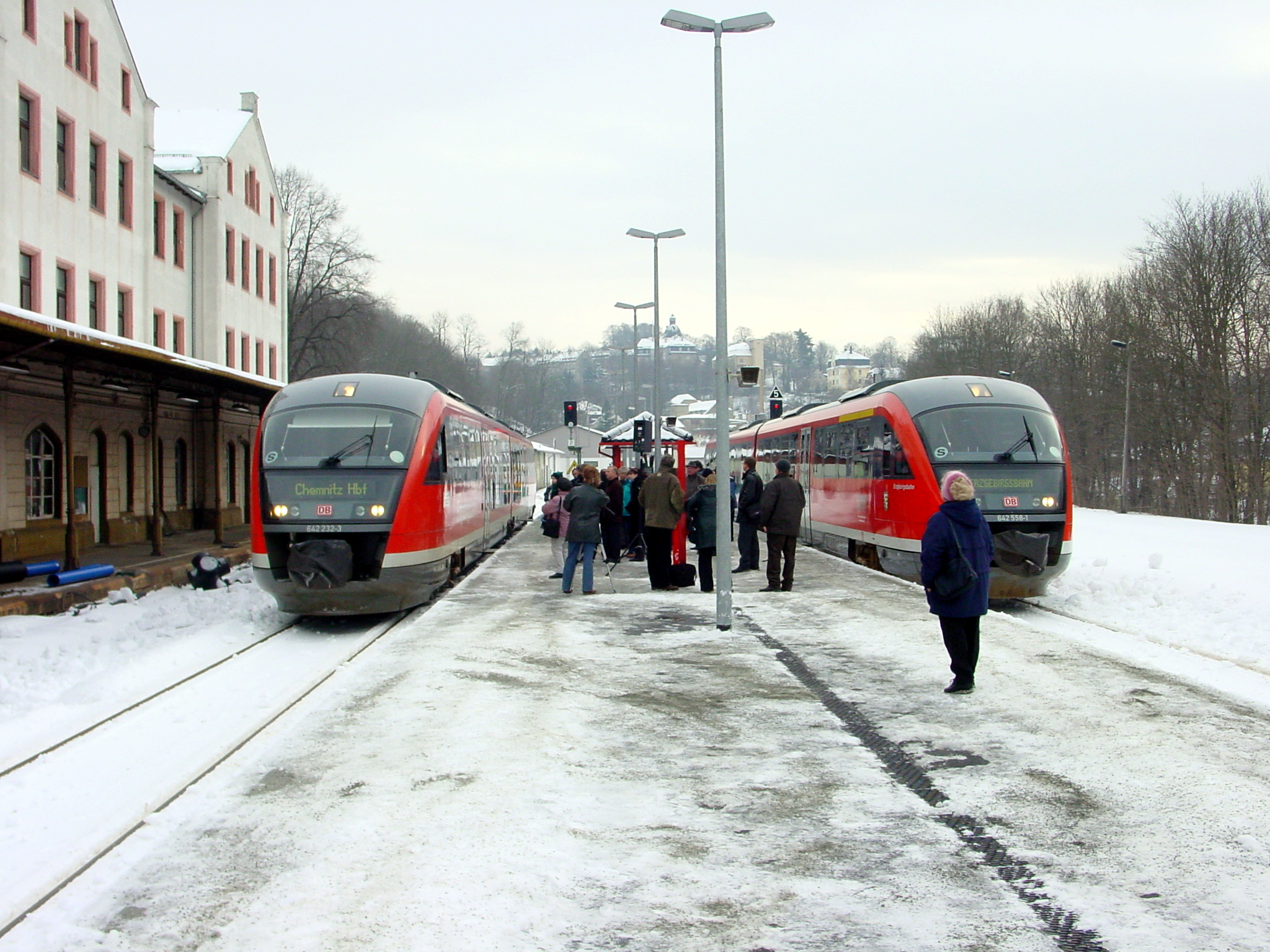
Annaberg-Buchholz unt Bf (2006)

Der Bahnhof Annaberg-Buchholz unt Bf ist der ursprüngliche Endpunkt der Chemnitz-Annaberger Bahn und wurde mit dieser am 1. Februar 1866 als Bahnhof Annaberg eröffnet. Der Bahnhof trug folgende Namen:
- bis 1904: Annaberg
- bis 1911: Annaberg i Erzgeb
- bis 1922: Annaberg (Erzgeb)
- bis 1949: Annaberg (Erzgeb) unt Bf (durch die Ernennung von Annaberg (Erzgeb) Ladest zu Annaberg (Erzgeb) ob Bf)
- seit 1949: Annaberg-Buchholz unt Bf (durch die Vereinigung von Annaberg und Buchholz zu Annaberg-Buchholz)

Die ehemals ausgedehnten Anlagen des Bahnhofs wurden im Zuge der Streckensanierung auf nur noch zwei Gleise zurückgebaut. Das repräsentative Empfangsgebäude wird nach Jahren des Verfalls wieder hergerichtet und eine Außenstelle der TU Chemnitz, den Smart Rail Connectivity Campus, beherbergen.
Schönfeld-Wiesa ⊙

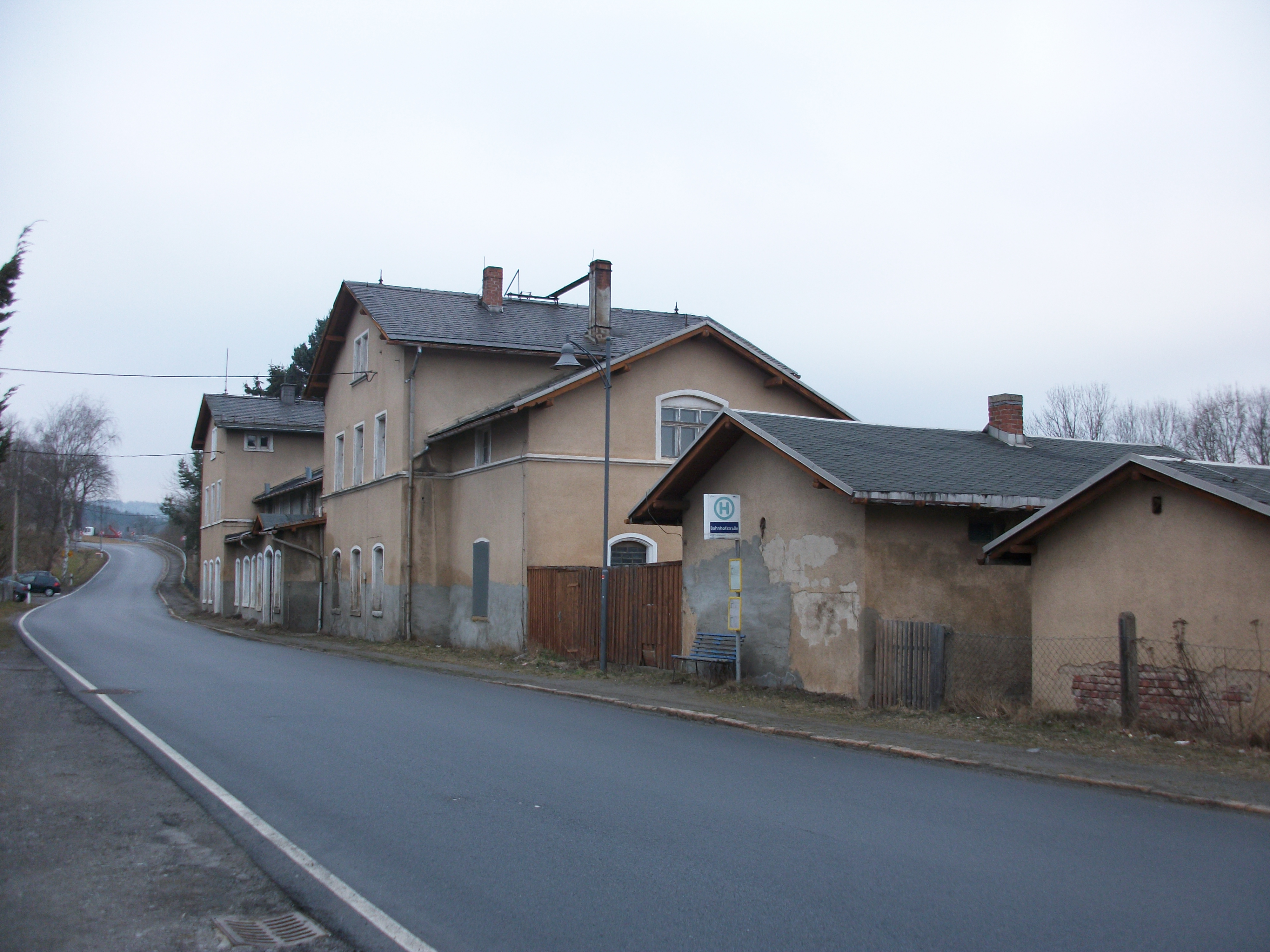
Bahnhof Schönfeld-Wiesa, Empfangsgebäude (2016)

Der heute aufgelassene Bahnhof Schönfeld-Wiesa war früher Spurwechselbahnhof zur Schmalspurbahn Schönfeld-Wiesa–Meinersdorf. 2007 wurde er zugunsten des neu eingerichteten Haltepunktes Wiesa (Erzgeb) aufgelassen. Heute existieren von den ehemals umfangreichen baulichen Anlagen nur noch das Empfangsgebäude und der Güterschuppen.
Wiesa (Erzgeb) ⊙
Der Haltepunkt Wiesa (Erzgeb) wurde 2007 im Zuge der Modernisierung der Bahnstrecke eingerichtet. Zu seinen Gunsten wurde der Bahnhof Schönfeld-Wiesa im gleichen Jahr aufgelassen.

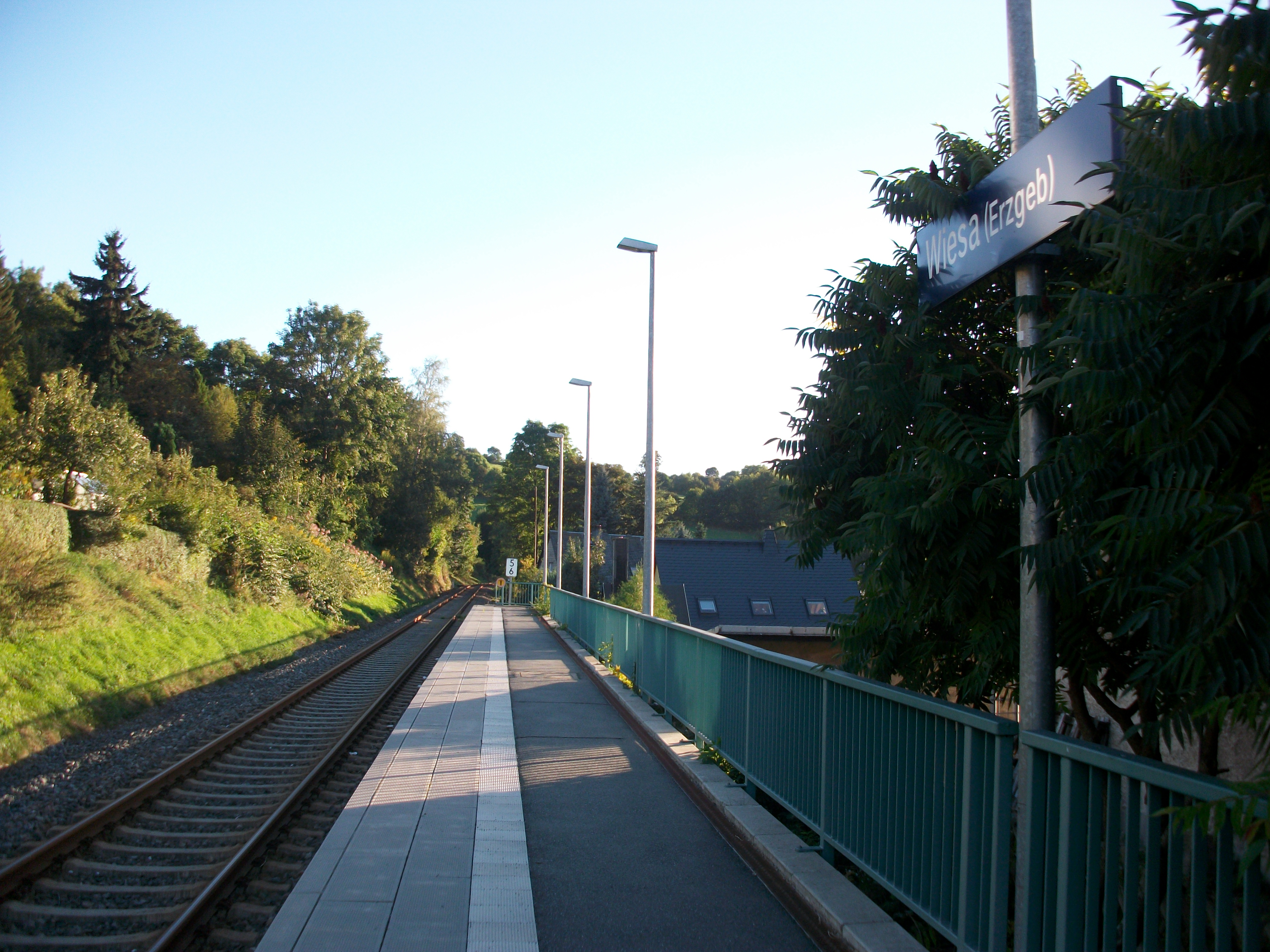
Haltepunkt Wiesa (Erzgeb) (2016)
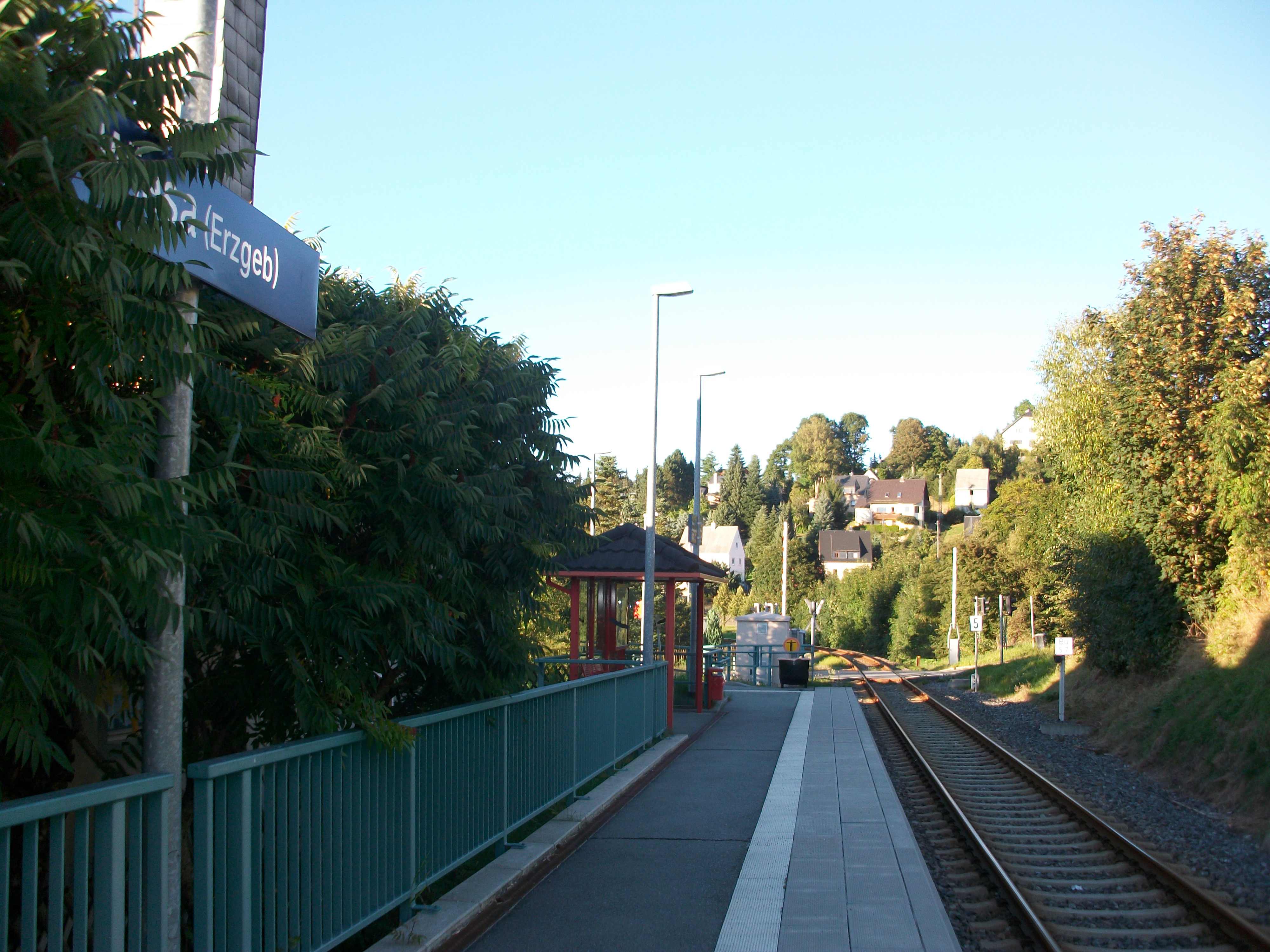
Haltepunkt Wiesa (Erzgeb) (2016)

Thermalbad Wiesenbad ⊙

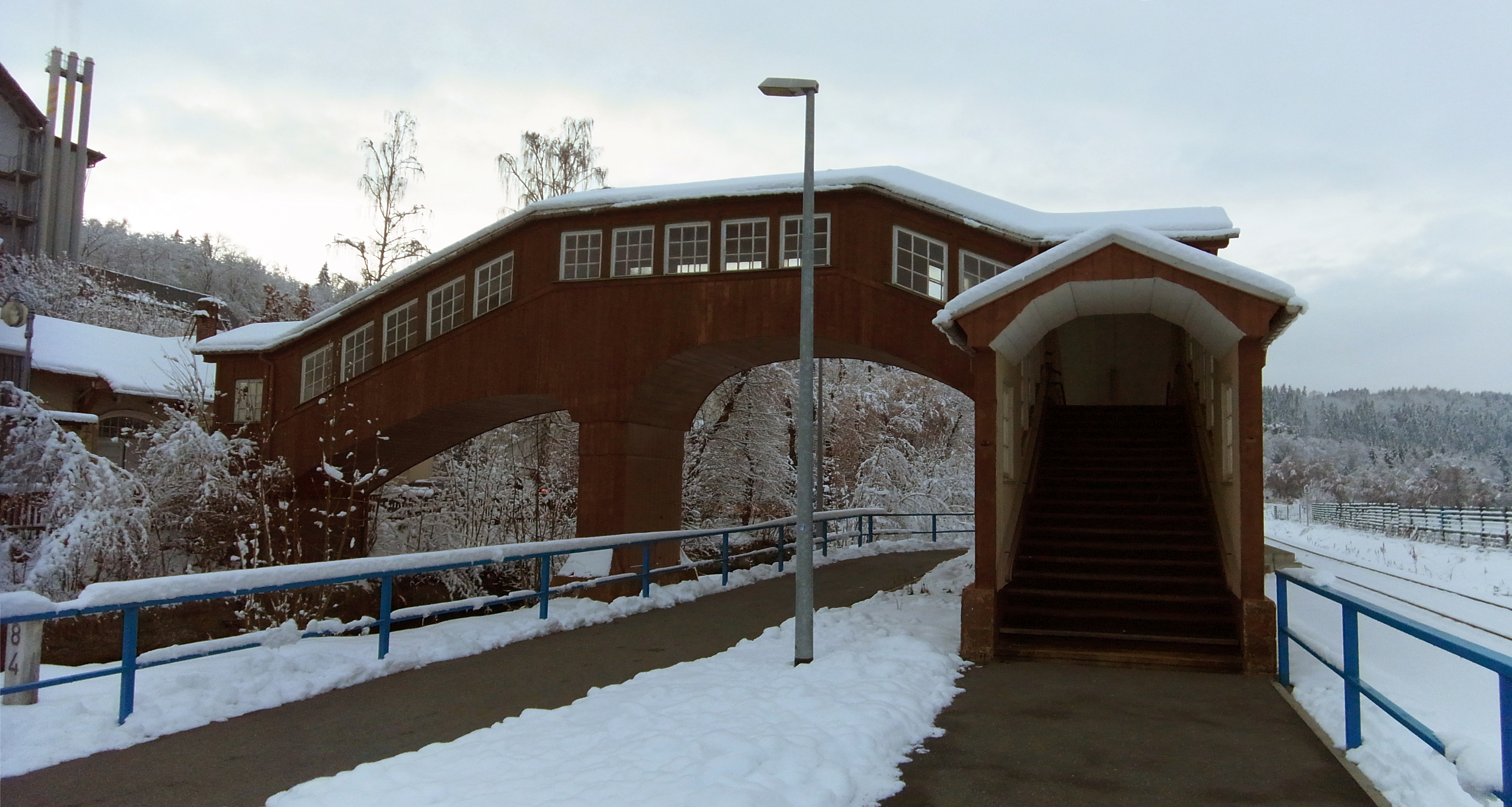
Haltepunkt Thermalbad Wiesenbad (Dezember 2012)

Der Haltepunkt Thermalbad Wiesenbad liegt im Ortsteil Wiesenbad der Gemeinde Thermalbad Wiesenbad. Der Haltepunkt wurde am 1. Februar 1866 als Haltestelle Wiesenbad gleichzeitig mit der Bahnstrecke eröffnet. Am 1. Mai 1905 wurde er zum Bahnhof aufgewertet. Am 3. Juni 1956 erfolgte die Umbenennung in Thermalbad Wiesenbad. Am 10. Dezember 1997 wurde der Bahnhof zum Haltepunkt herabgestuft.
Das Empfangsgebäude des Bahnhofes mit der einmaligen Überführung aus Holz zum ehemaligen Inselbahnsteig steht heute unter Denkmalschutz.
Abzweig Plattenthal ⊙
Am Abzweig Plattenthal zweigte auf freier Strecke von 1914 bis 1990 die Plattentalbahn, eine Industriebahn zur Ladestelle Plattenthal, ab. Diese wenig bekannte Bahn verlief bis 1945 weiter nach Königswalde und wurde im Zweiten Weltkrieg auch für den Reisezugverkehr benutzt.
Wolkenstein ⊙

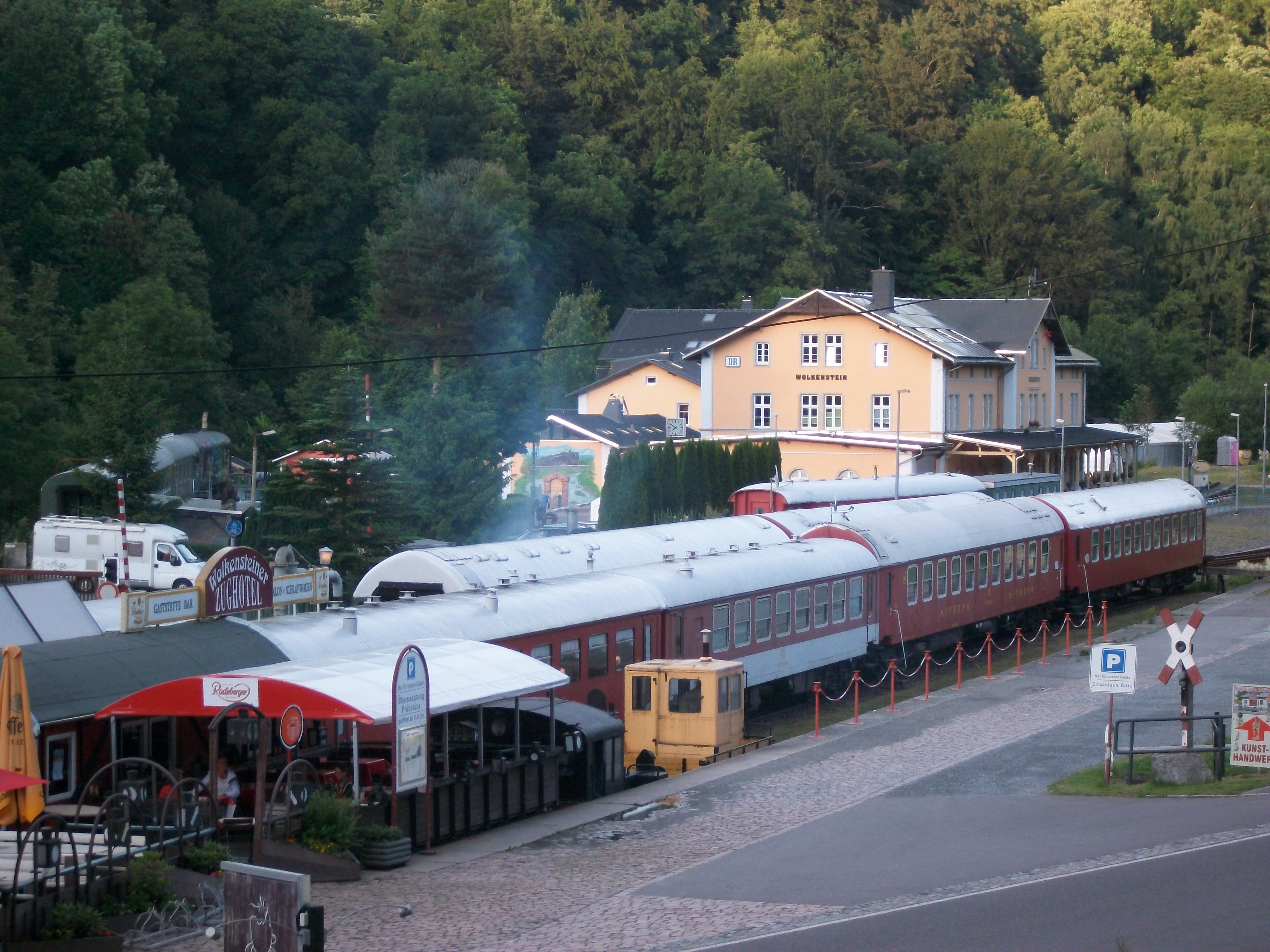
Bahnhof Wolkenstein mit Wolkensteiner Zughotel (2016)

Der Bahnhof Wolkenstein wurde am 1. Februar 1866 an der normalspurigen Bahnstrecke Annaberg-Buchholz unt Bf–Flöha eröffnet. Von 1892 bis 1986 verkehrte von Wolkenstein aus die Schmalspurbahn Wolkenstein–Jöhstadt nach Jöhstadt. Der Bahnhof ist über die Bundesstraße 101 und die Straße „Am Bahnhof“ erreichbar. Am gegenüber liegenden Ufer der Zschopau thront auf einer steilen Felswand das Schloss Wolkenstein. Im Bahnhof befindet sich das „Wolkensteiner Zughotel“, welches in originalen Wagen eine Einkehr- und Übernachtungsmöglichkeit bietet.
Warmbad ⊙
Der am 1. Juni 1889 errichtete Haltepunkt Warmbad liegt im Ortsteil Floßplatz der Gemeinde Wolkenstein zwischen der Zschopau und der B 101. Er wurde zeitgleich mit der Bahnstrecke errichtet und ist auch heute noch in Betrieb. Er diente früher als Bahnstation für das Thermalbad Warmbad. Die hölzerne Wartehalle wurde im Jahr 2007 abgerissen.
Bis zum 30. September 1904 hieß der Haltepunkt Floßplatz, dann wurde der Name in Floßplatz-Warmbad geändert. Am 1. April 1940 erfolgte eine Namensänderung in Wolkenstein-Warmbad. Seit dem 2. Oktober 1960 heißt der Haltepunkt Warmbad.

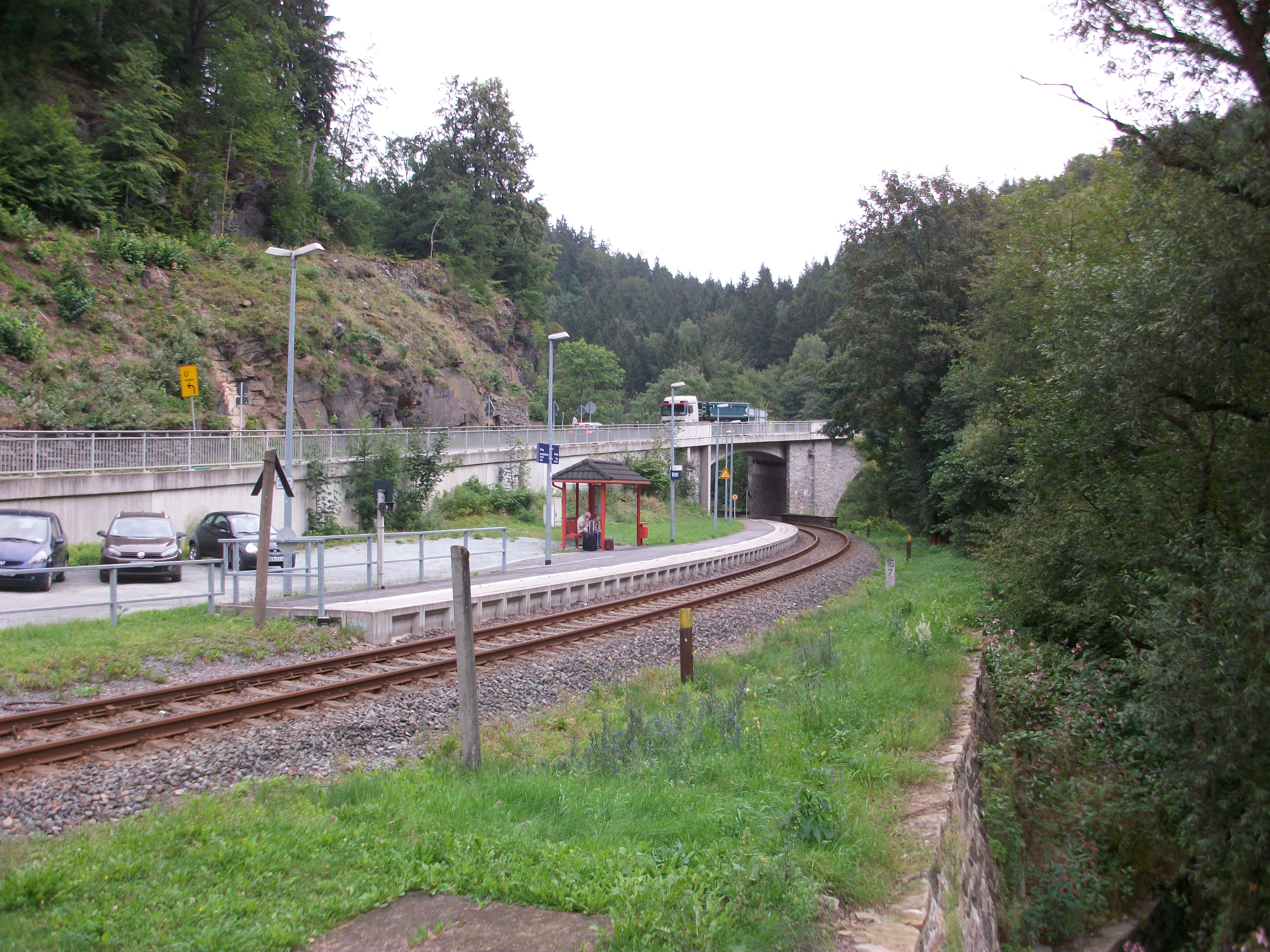
Haltepunkt Warmbad (2016)
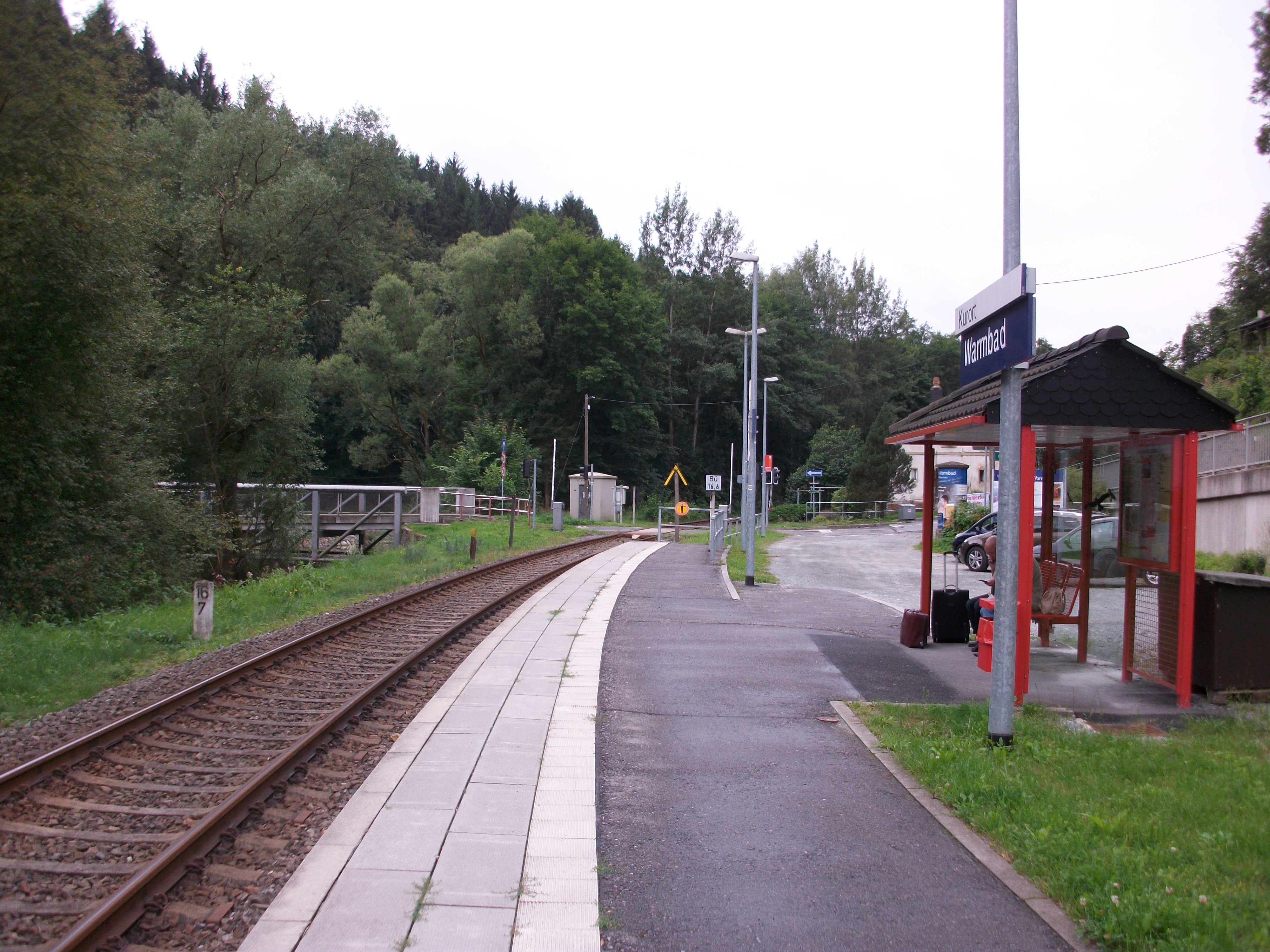
Haltepunkt Warmbad, Blick Richtung Annaberg-Buchholz (2016)
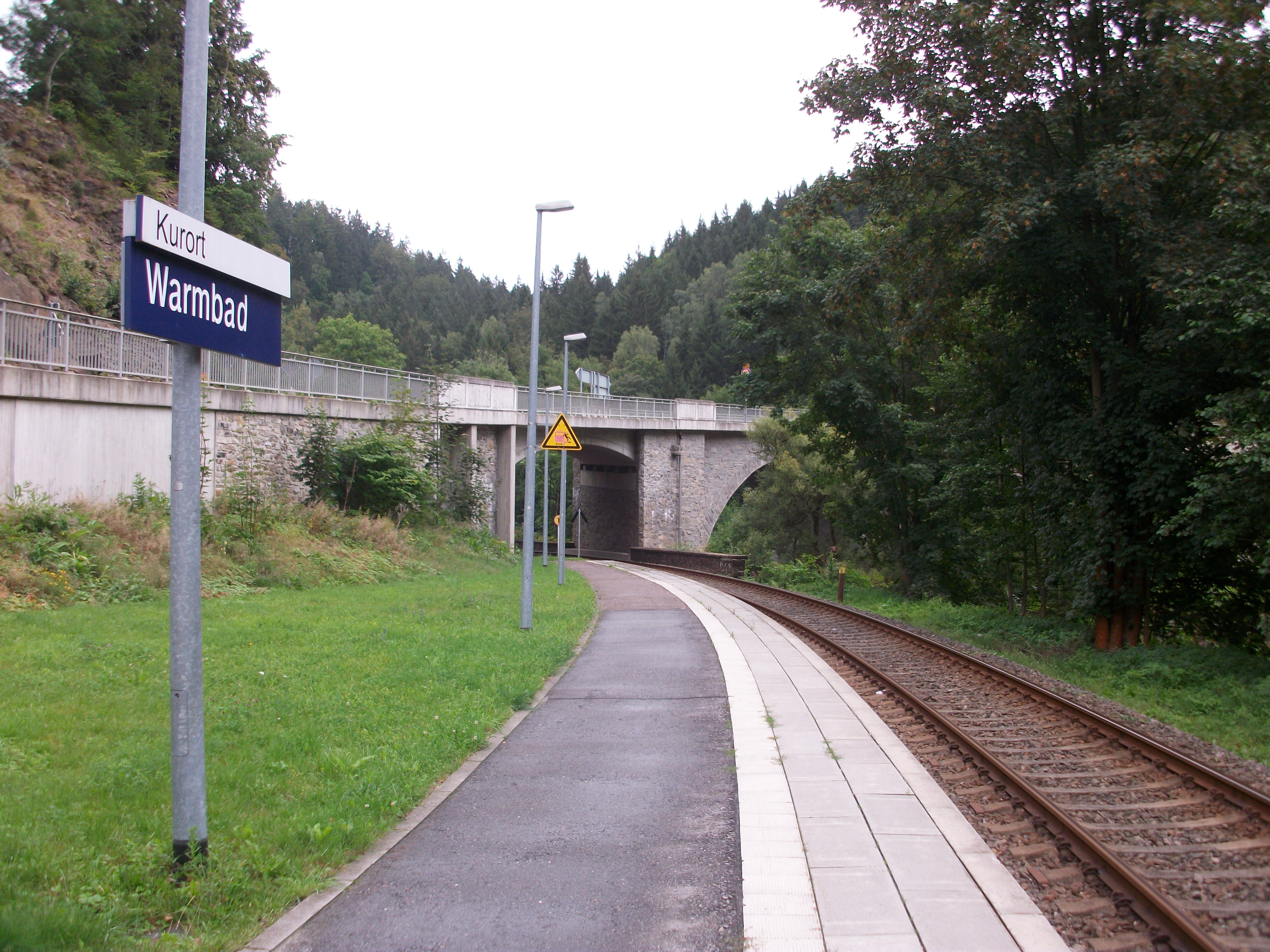
Haltepunkt Warmbad, Blick Richtung Flöha (2016)

Scharfenstein ⊙

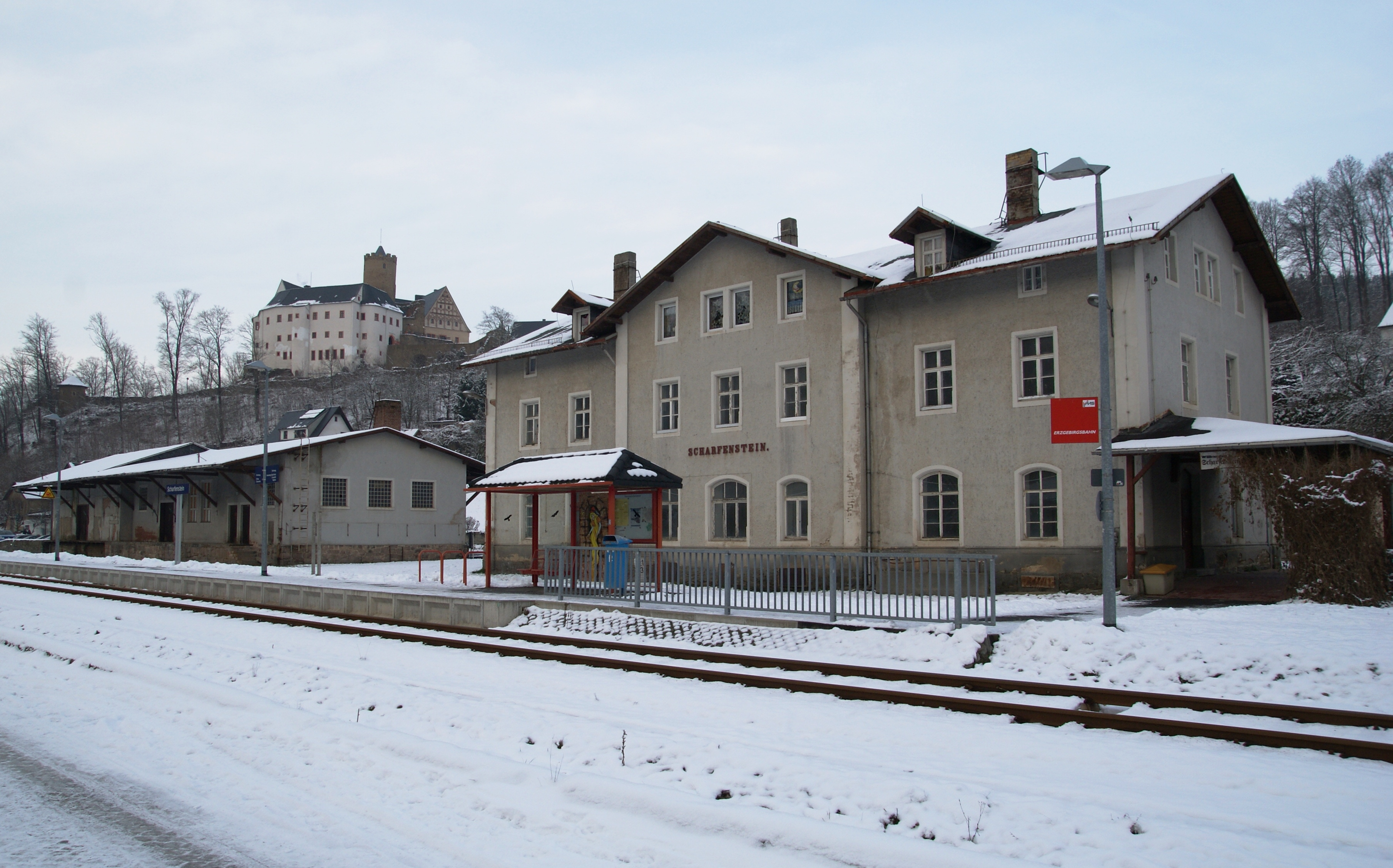
Bahnhof Scharfenstein (2010)

Der Haltepunkt Scharfenstein liegt im Ortsteil Scharfenstein der Gemeinde Drebach. Er wurde gemeinsam mit der Bahnstrecke am 1. Februar 1866 eröffnet und 1896 zum Bahnhof ernannt. Der Güterverkehr wurde am 1. Januar 1875 aufgenommen. In den 1990er und 2000er Jahren wurden die Gleisanlagen schrittweise auf das durchgehende Hauptgleis reduziert, damit einher ging die Herabstufung zum Haltepunkt.
Wilischthal ⊙

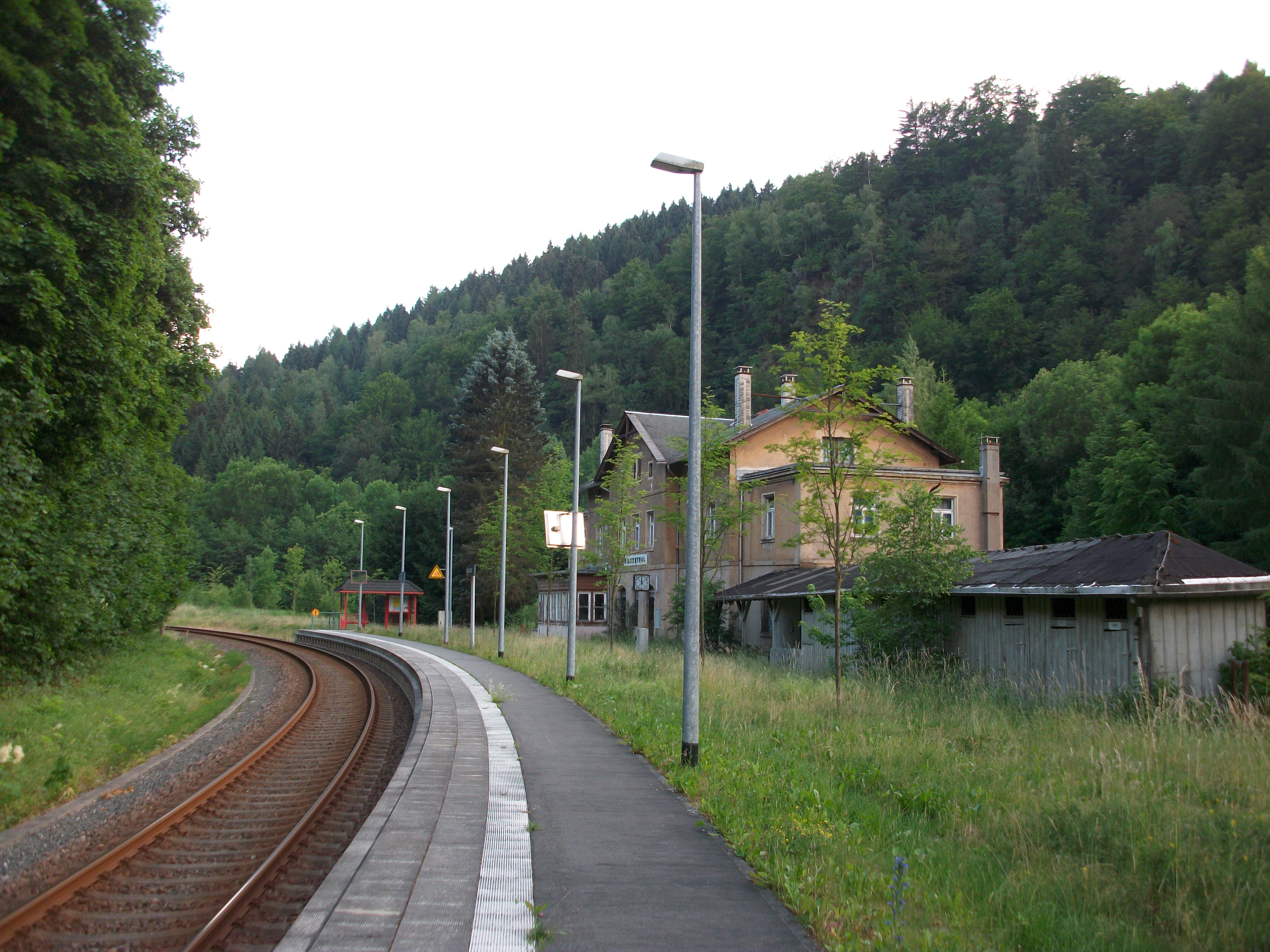
Bahnhof Wilischthal, Normalspurteil (2017)

Der am 1. Dezember 1874 eröffnete Bahnhof Wilischthal war zwischen 1886 und 1972 Spurwechselbahnhof zur Schmalspurbahn Wilischthal–Thum. Im Zusammenhang mit der Streckensanierung im Jahr 2007 wurde Wilischthal zum Haltepunkt zurückgebaut.
Zschopau ⊙
Der am 1. Februar 1866 eröffnete Bahnhof Zschopau war bis in die 1990er Jahre ein bedeutender Güterbahnhof für die Region (Motorräder, Rohbaumwolle u. v. a.).
Im Zuge der Streckensanierung erfolgte ein Rückbau der Gleise, eine Verkürzung der Bahnsteigüberdachung, eine Versetzung des Bahnsteigs in Richtung Stadt. Außerdem wurde das Bahnhofsgebäude einschließlich der Unterführung aufgegeben, die Fußgängerbrücke über die Gleise in Richtung ehemaliges Motorradwerk sowie der Güterschuppen abgerissen.

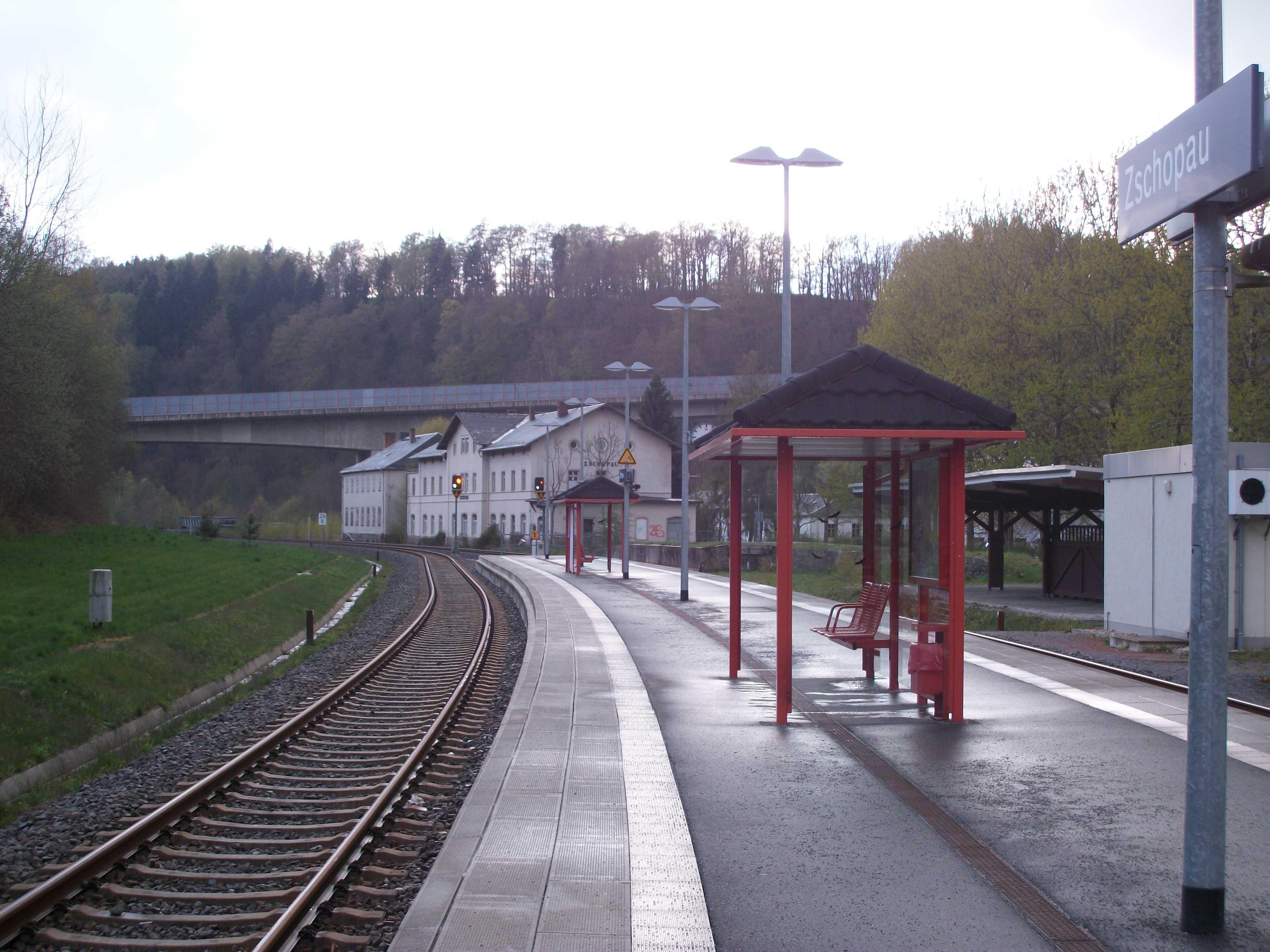
Bahnhof Zschopau (2016)
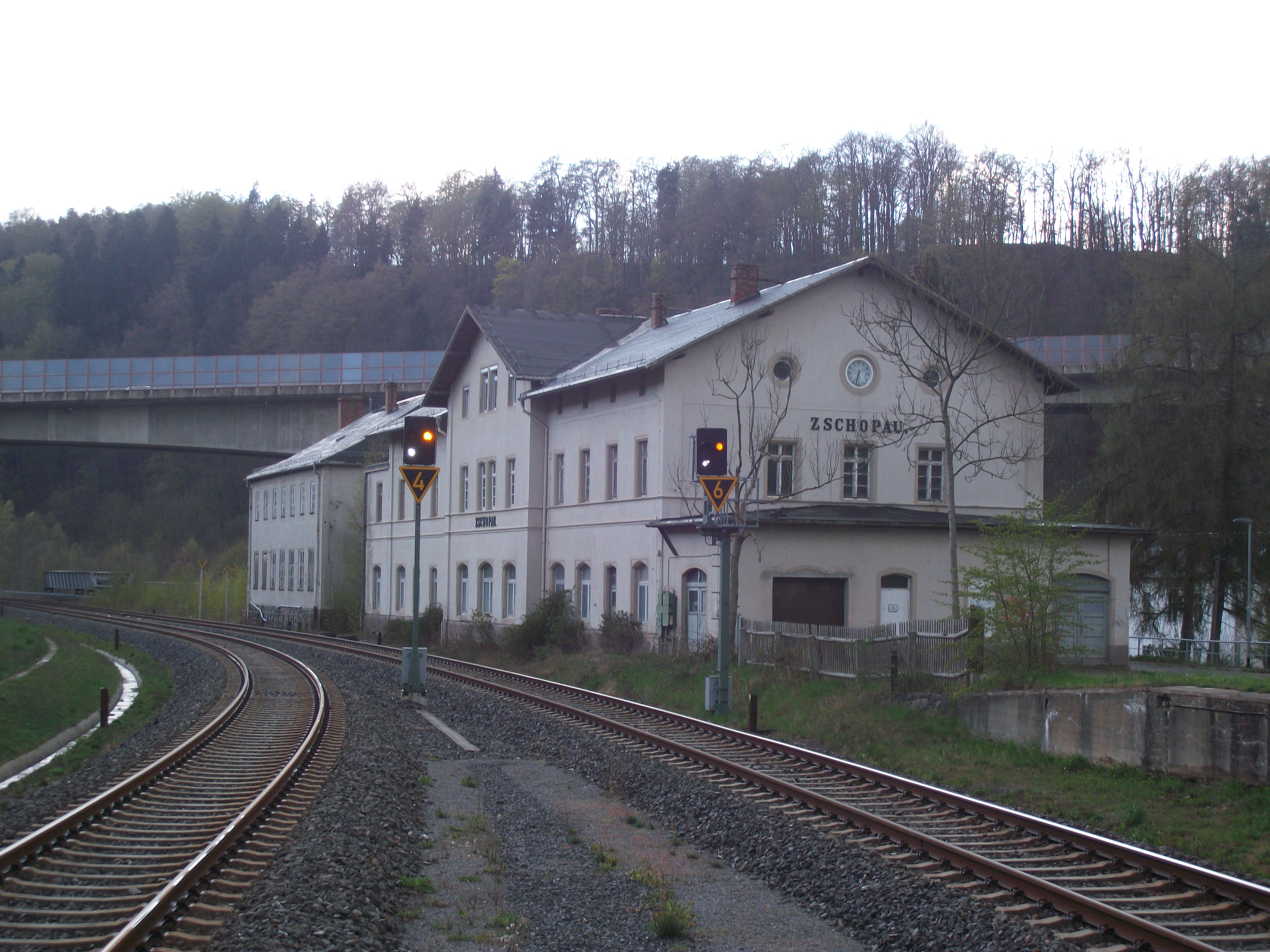
Bahnhof Zschopau, Empfangsgebäude (2016)
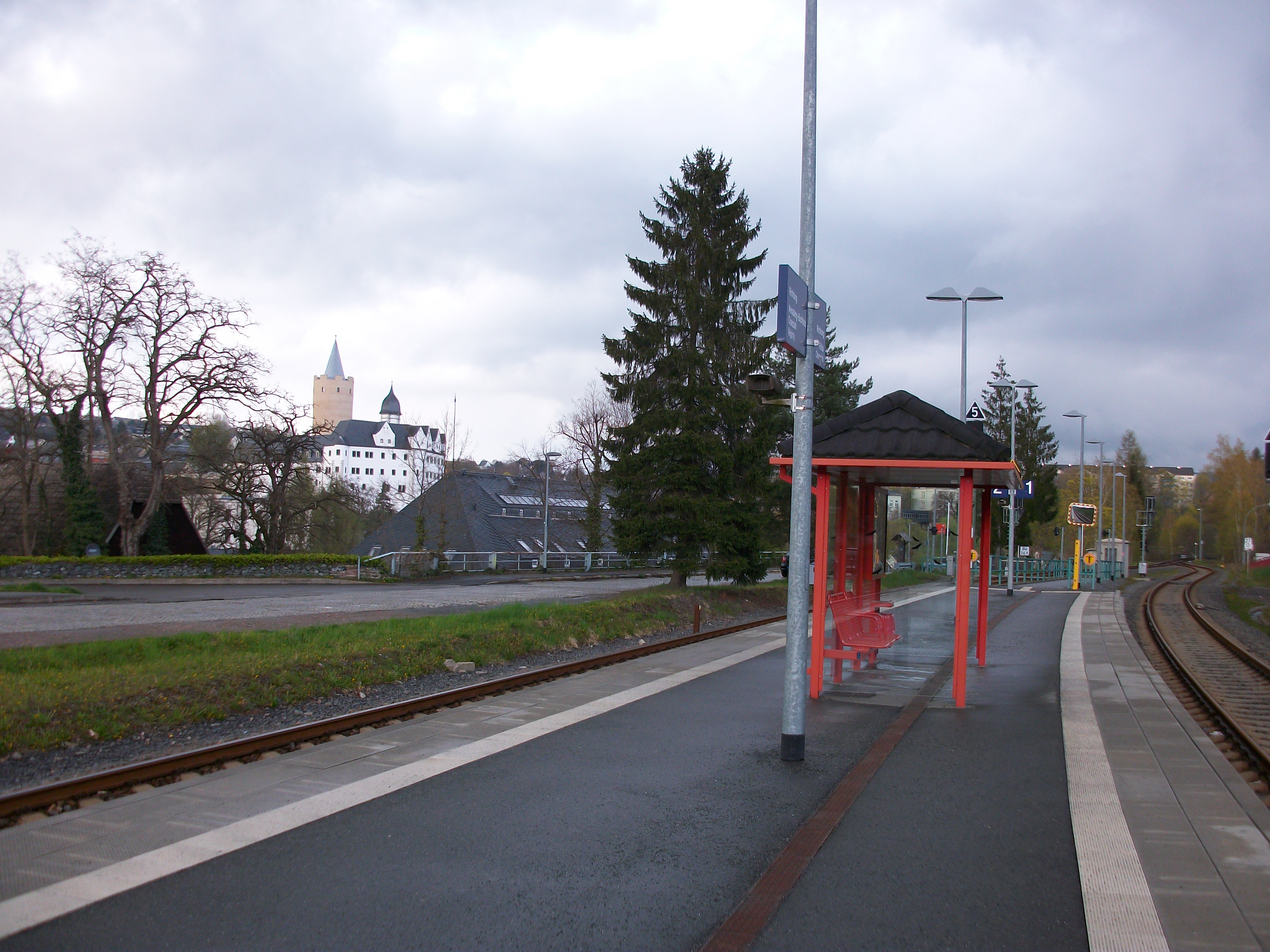
Bahnhof Zschopau mit Schloss Wildeck (2016)

Zschopau Ost ⊙

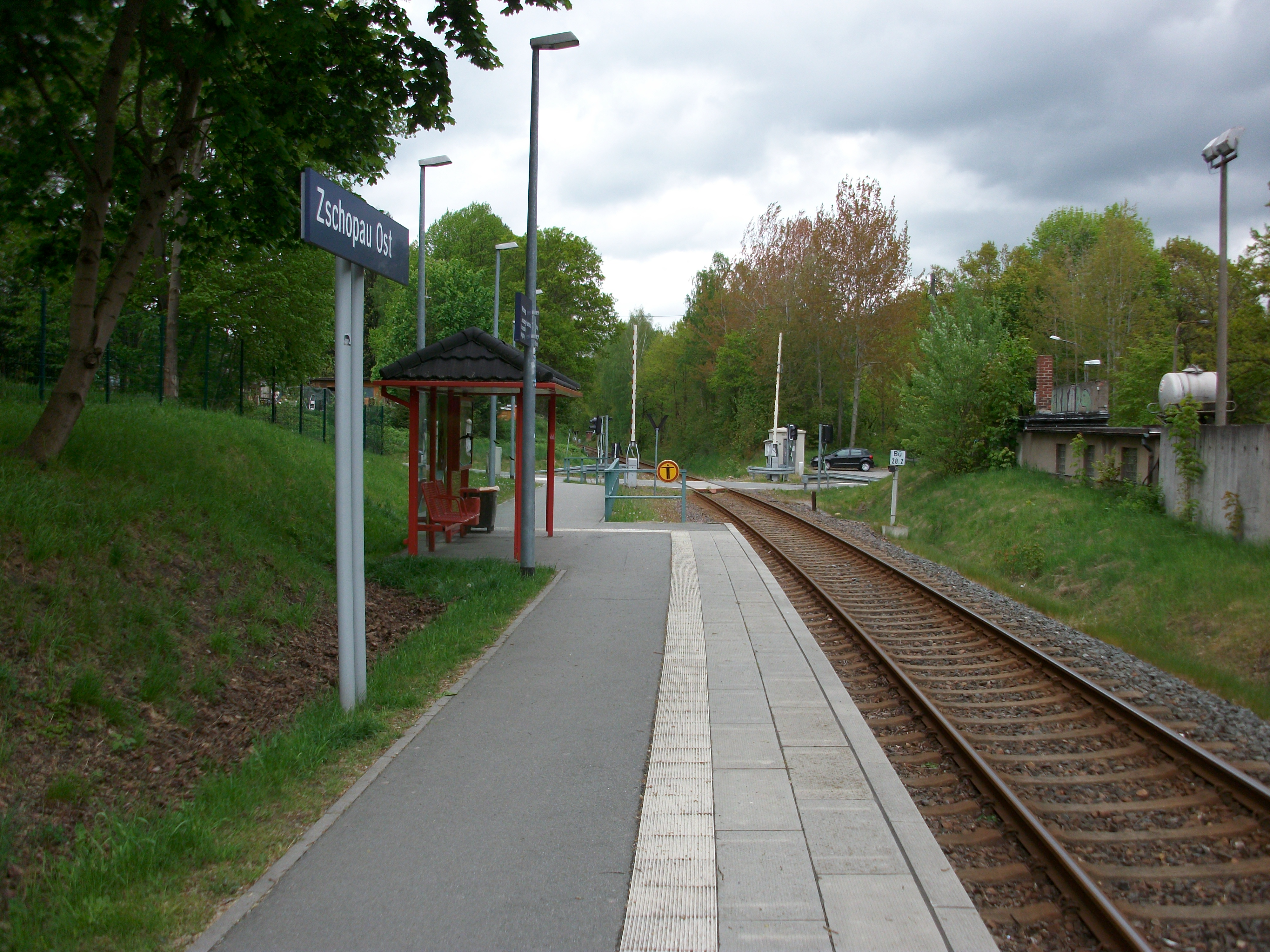
Haltepunkt Zschopau Ost (2016)

Der Haltepunkt Zschopau Ost wurde 2007 neu errichtet. Er ist über die Krumhermersdorfer Straße erreichbar.
Waldkirchen (Erzgeb) ⊙
Der heutige Haltepunkt Waldkirchen (Erzgeb) in der zu Waldkirchen gehörigen Siedlung Zschopenthal wurde am 1. Februar 1866 als Bahnhof Waldkirchen eröffnet. 1995 erfolgte die Zurückstufung zum Haltepunkt. Er trug folgende Namen:
- bis 1907: Waldkirchen b Zschopau
- bis 1918: Waldkirchen (Zschopautal)
- bis 1940: Waldkirchen-Zschopenthal

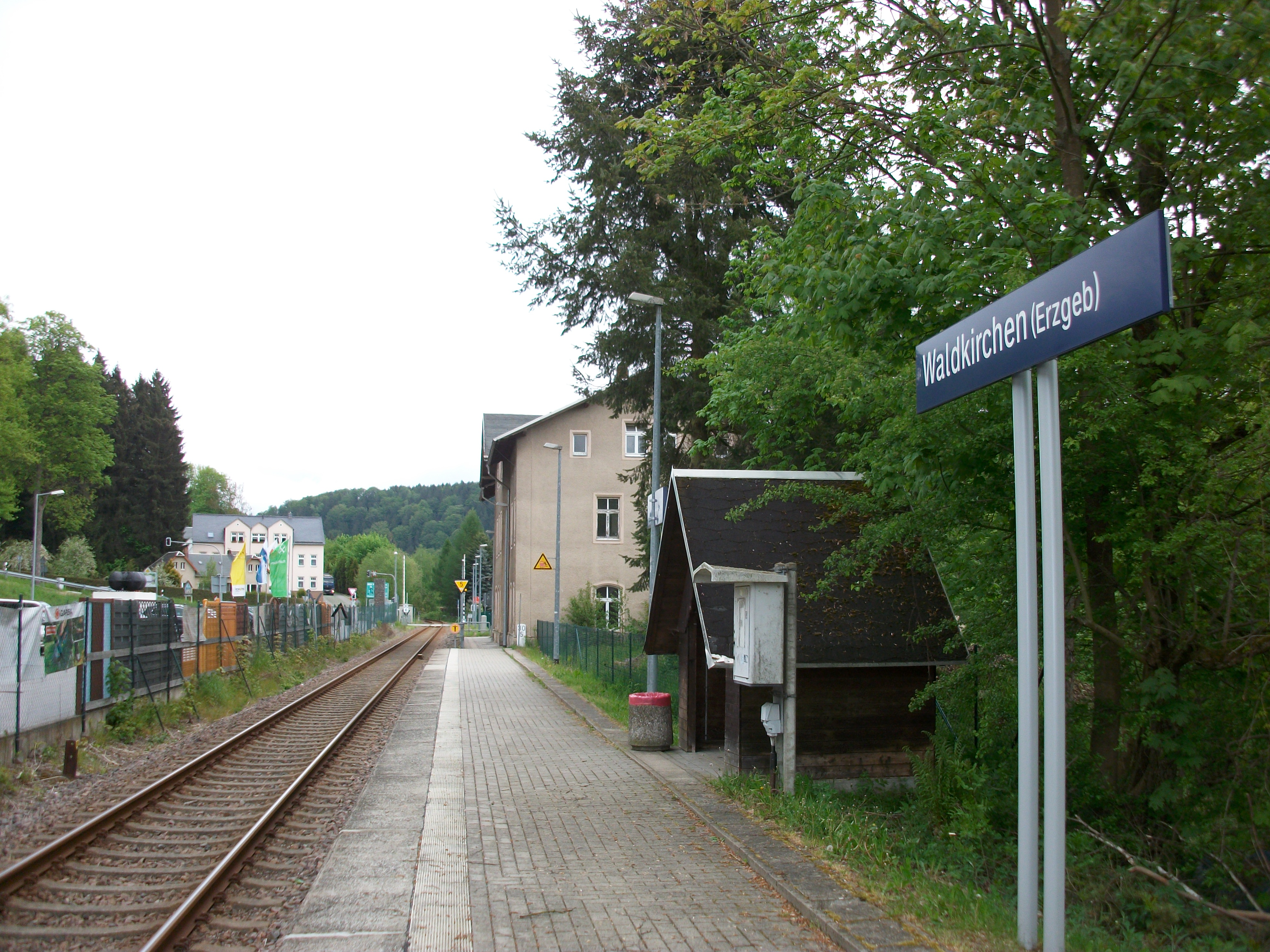
Haltepunkt Waldkirchen (Erzgeb) (2016)
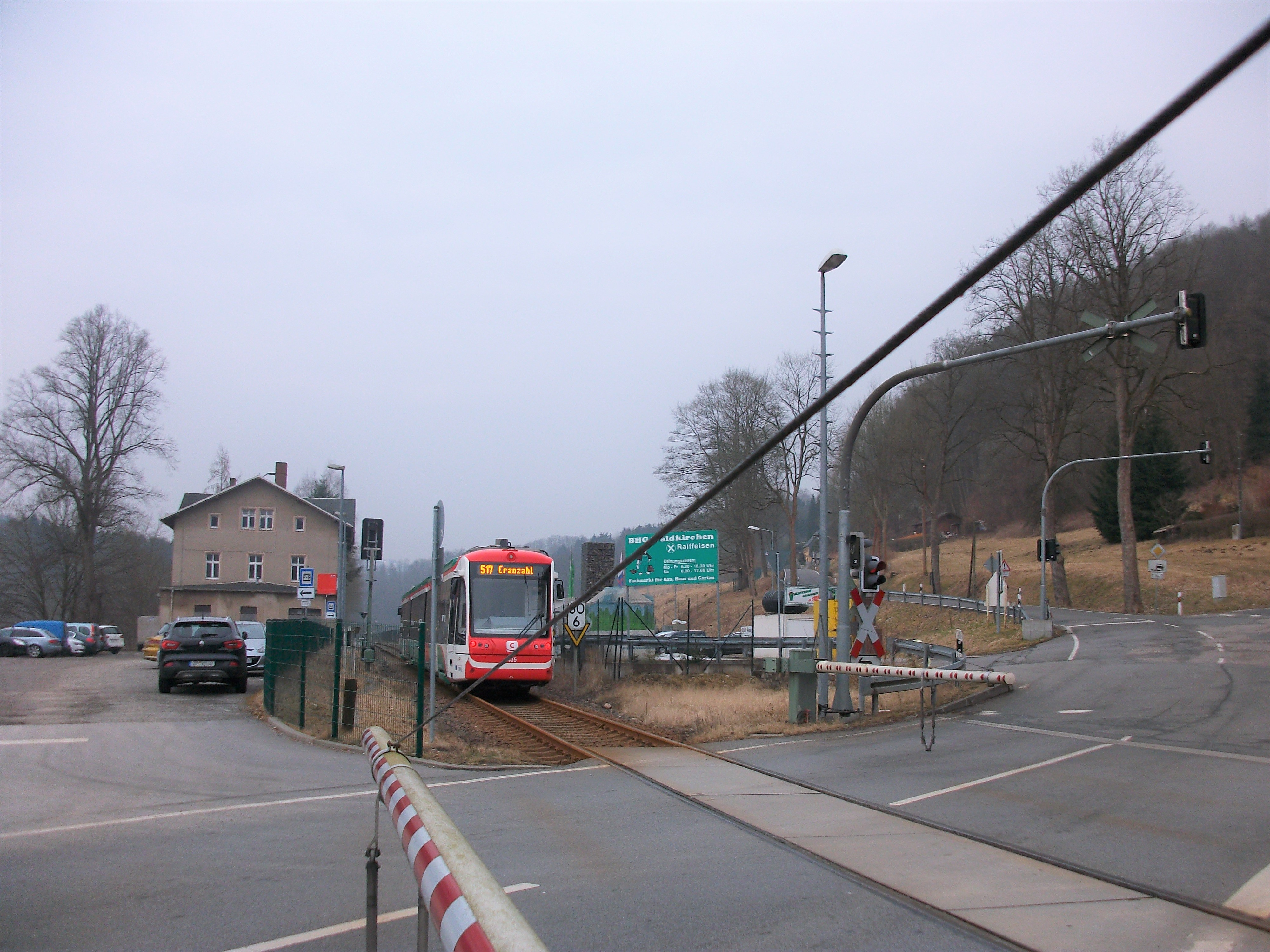
Haltepunkt Waldkirchen (Erzgeb), Vossloh Citylink auf der Erzgebirgsbahn nach Cranzahl

Witzschdorf ⊙
Der Haltepunkt Witzschdorf liegt am östlichen Ortsende des gleichnamigen Ortsteils der Gemeinde Gornau. Der Haltepunkt wurde gleichzeitig mit der Strecke eröffnet, am 7. Mai 1938 zur Haltestelle erhoben und zum 1. Januar 1967 mit Einstellung des Wagenladungsverkehrs wieder zum Haltepunkt degradiert. Im Jahr 2012 wurde der Bahnsteig von der Ost- auf die Westseite verlegt.

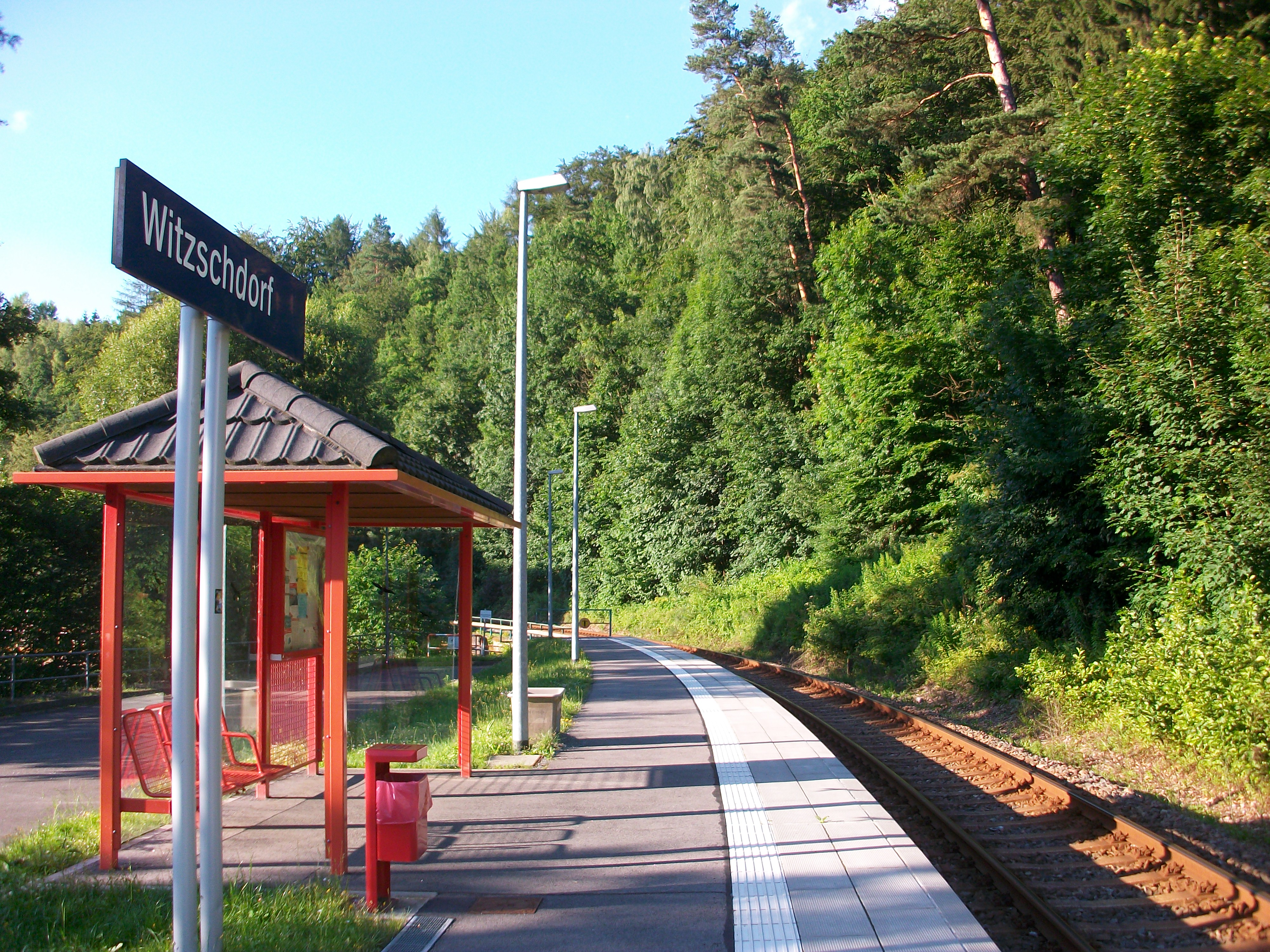
Haltepunkt Witzschdorf (2016)
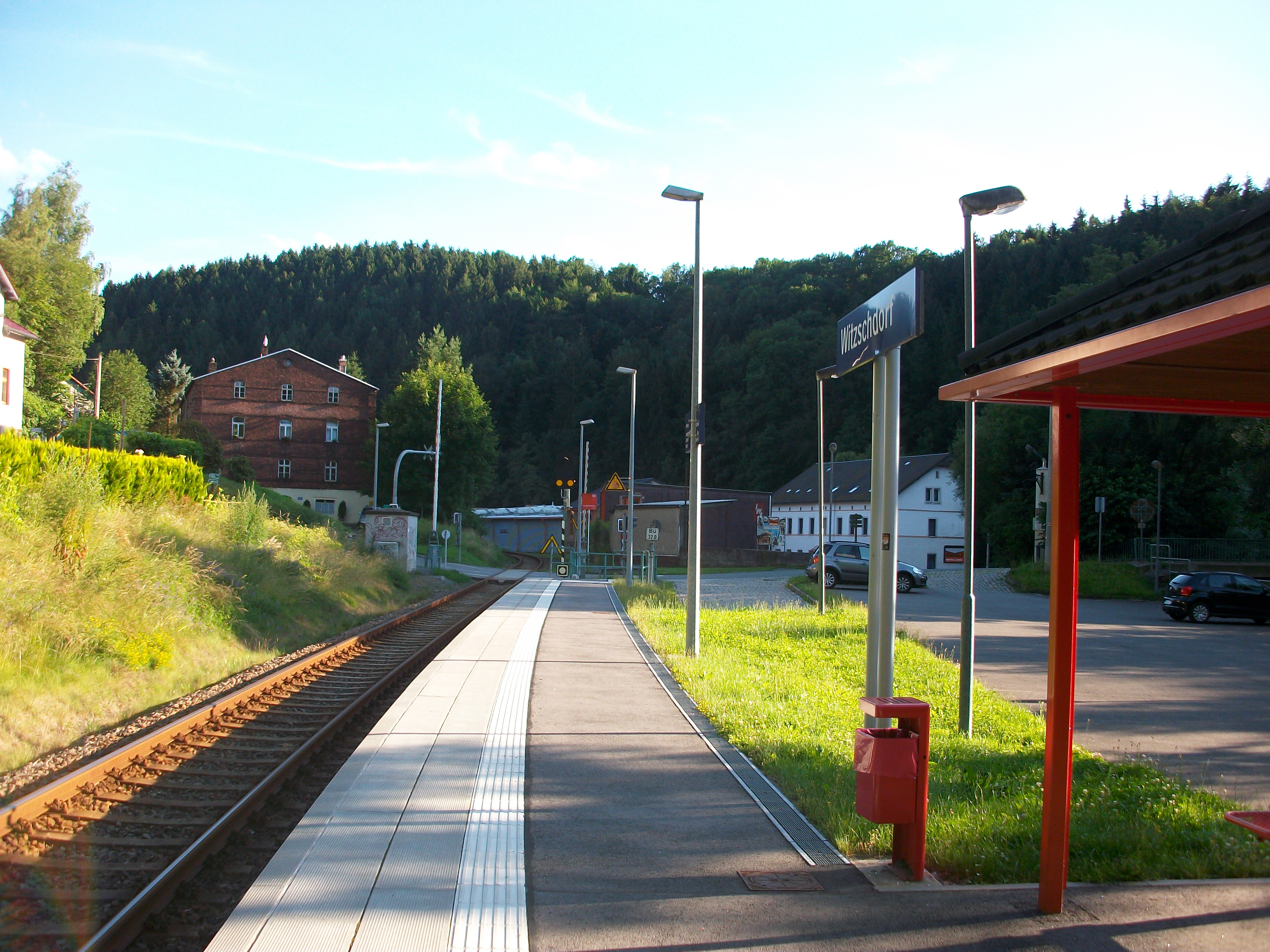
Haltepunkt Witzschdorf (2016)

Hennersdorf (Sachs) ⊙
Der Bahnhof Hennersdorf (Sachs) wurde am 1. Februar 1866 als Haltepunkt eröffnet. Bis 1922 hieß er nur Hennersdorf. Seit 2007 ist er Bahnhof. Etwa einen Kilometer in Richtung Flöha befand sich zwischen 1933 und 1947 der Güterbahnhof Hennersdorf (Sachs) Gbf.

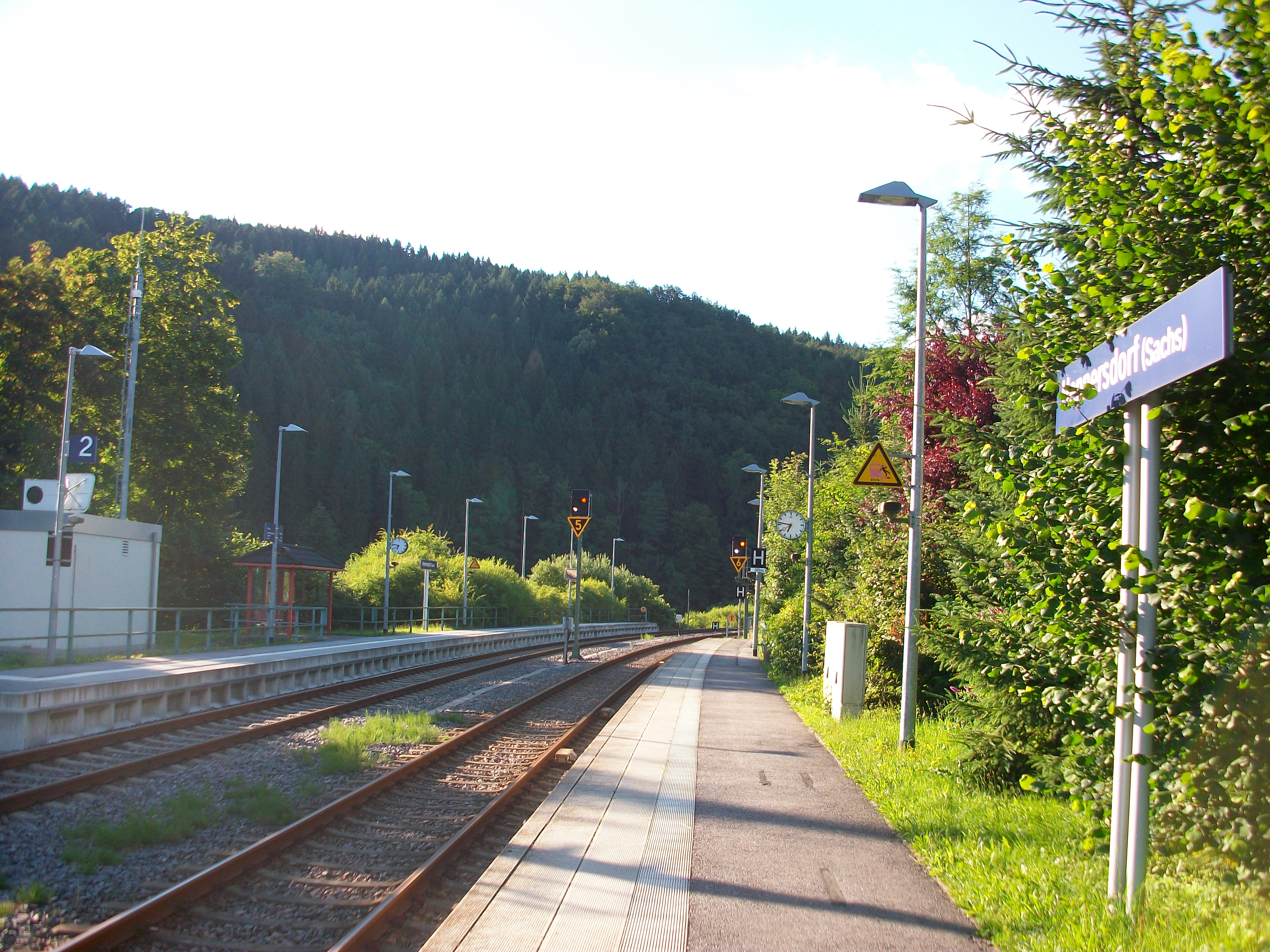
Bahnhof Hennersdorf (Sachsen) (2016)
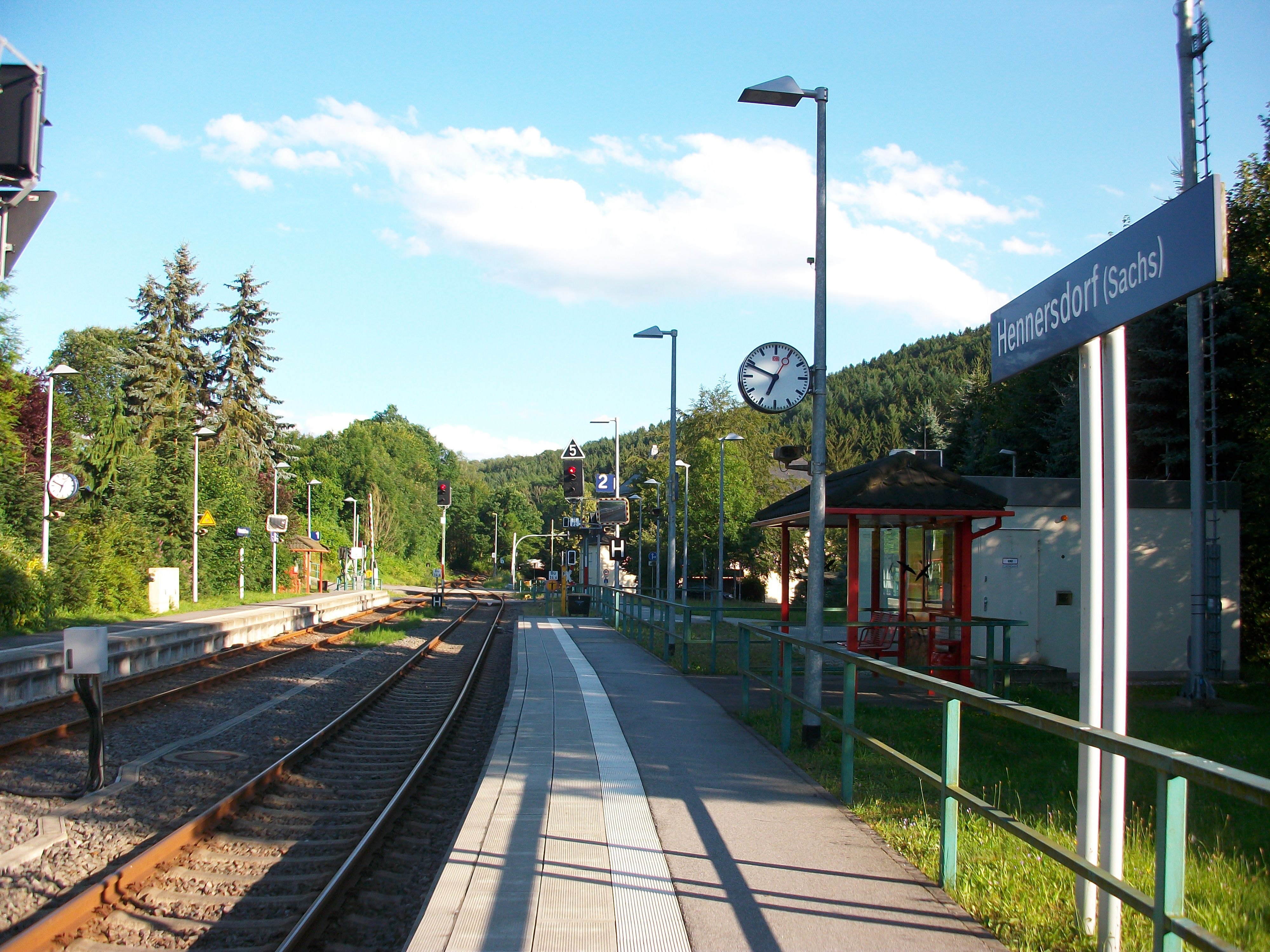
Bahnhof Hennersdorf (Sachsen) (2016)

Erdmannsdorf-Augustusburg ⊙
Der Bahnhof und heutige Haltepunkt Erdmannsdorf wurde am 1. Februar 1866 in Betrieb genommen. 1910 erfolgte die Umbenennung in Erdmannsdorf-Augustusburg. Mit dem Ausbau von Hennersdorf zum Bahnhof wurde Erdmannsdorf-Augustusburg 2007 zum Haltepunkt zurückgebaut, im März 2008 das frühere Empfangsgebäude und der Güterschuppen abgerissen. In direkter Nähe befindet sich die Talstation Erdmannsdorf der Drahtseilbahn Erdmannsdorf–Augustusburg.

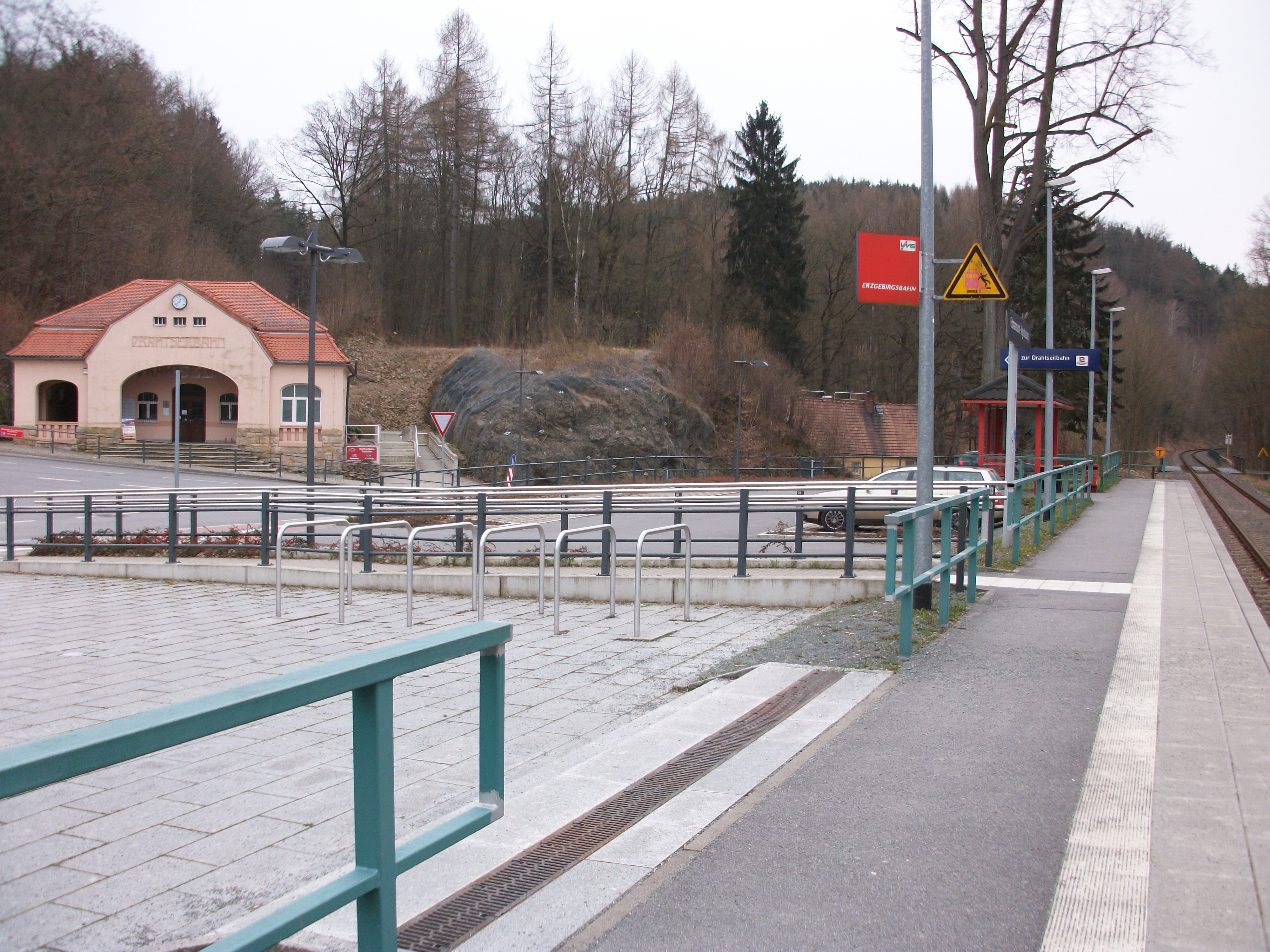
Hp. Erdmannsdorf-Augustusburg mit Talstation der Drahtseilbahn (2016)
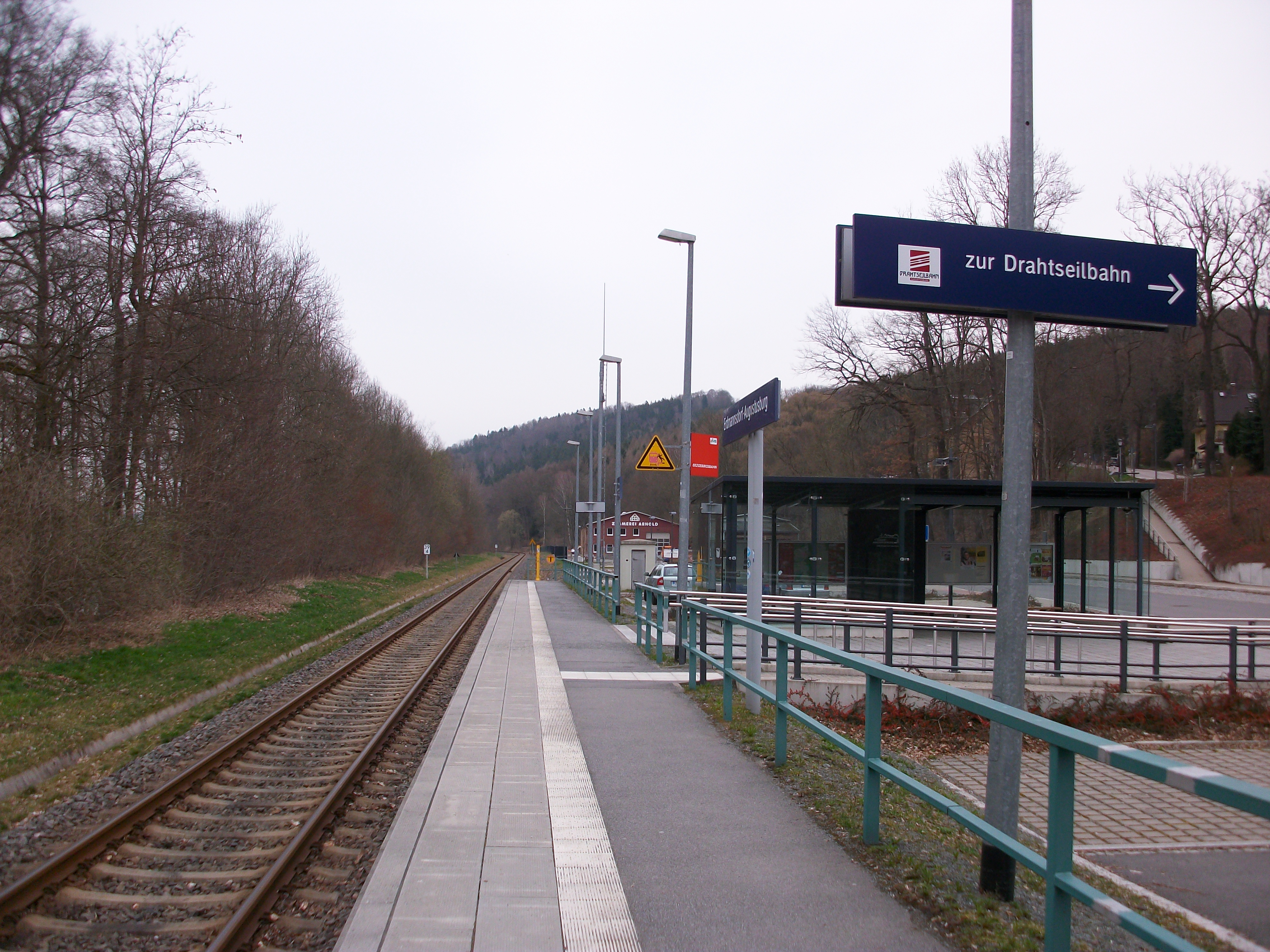
Hp. Erdmannsdorf-Augustusburg, Blick Richtung Flöha (2016)
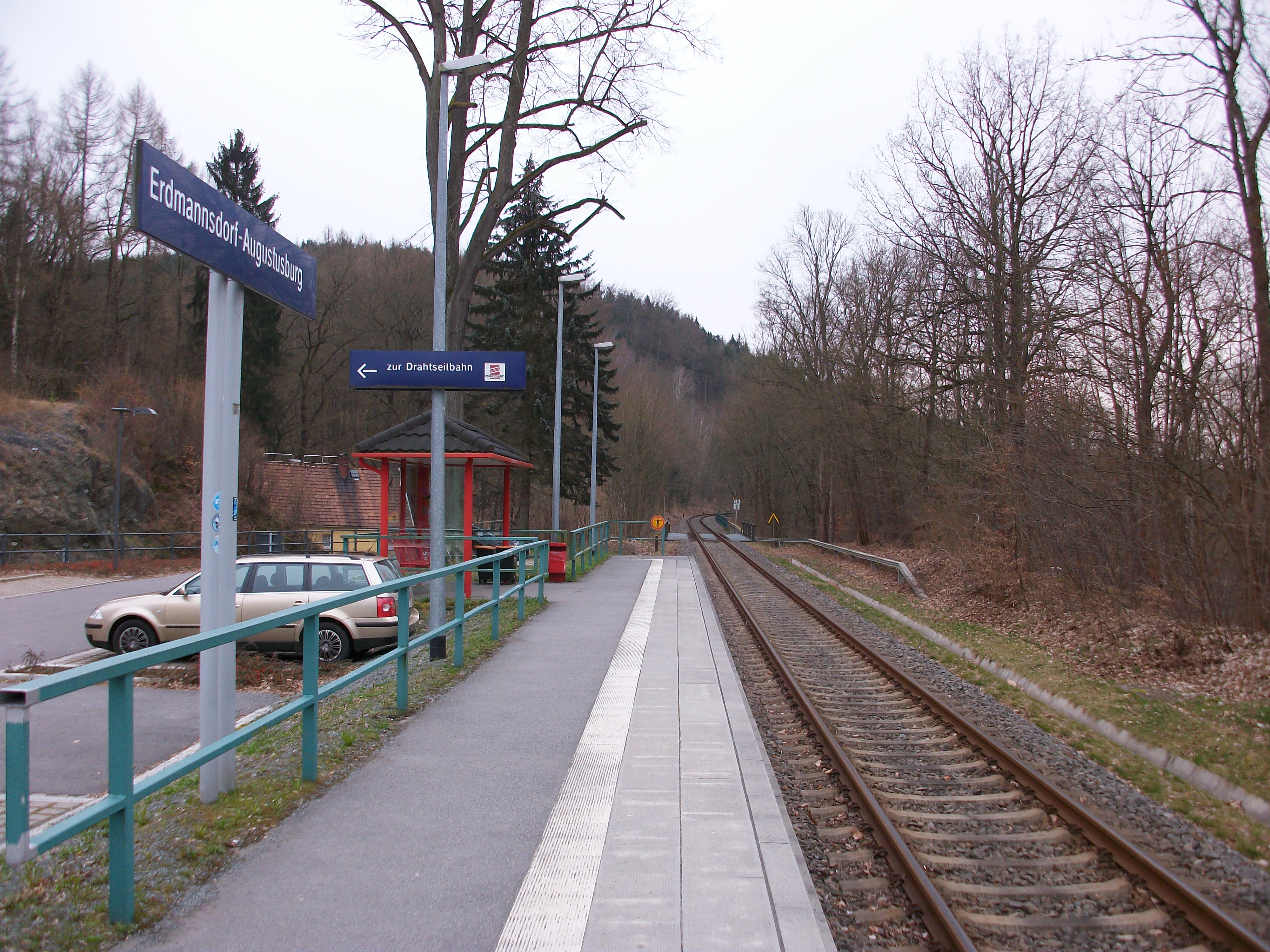
Hp. Erdmannsdorf-Augustusburg, Blick Richtung Zschopau (2016)

Flöha-Plaue ⊙

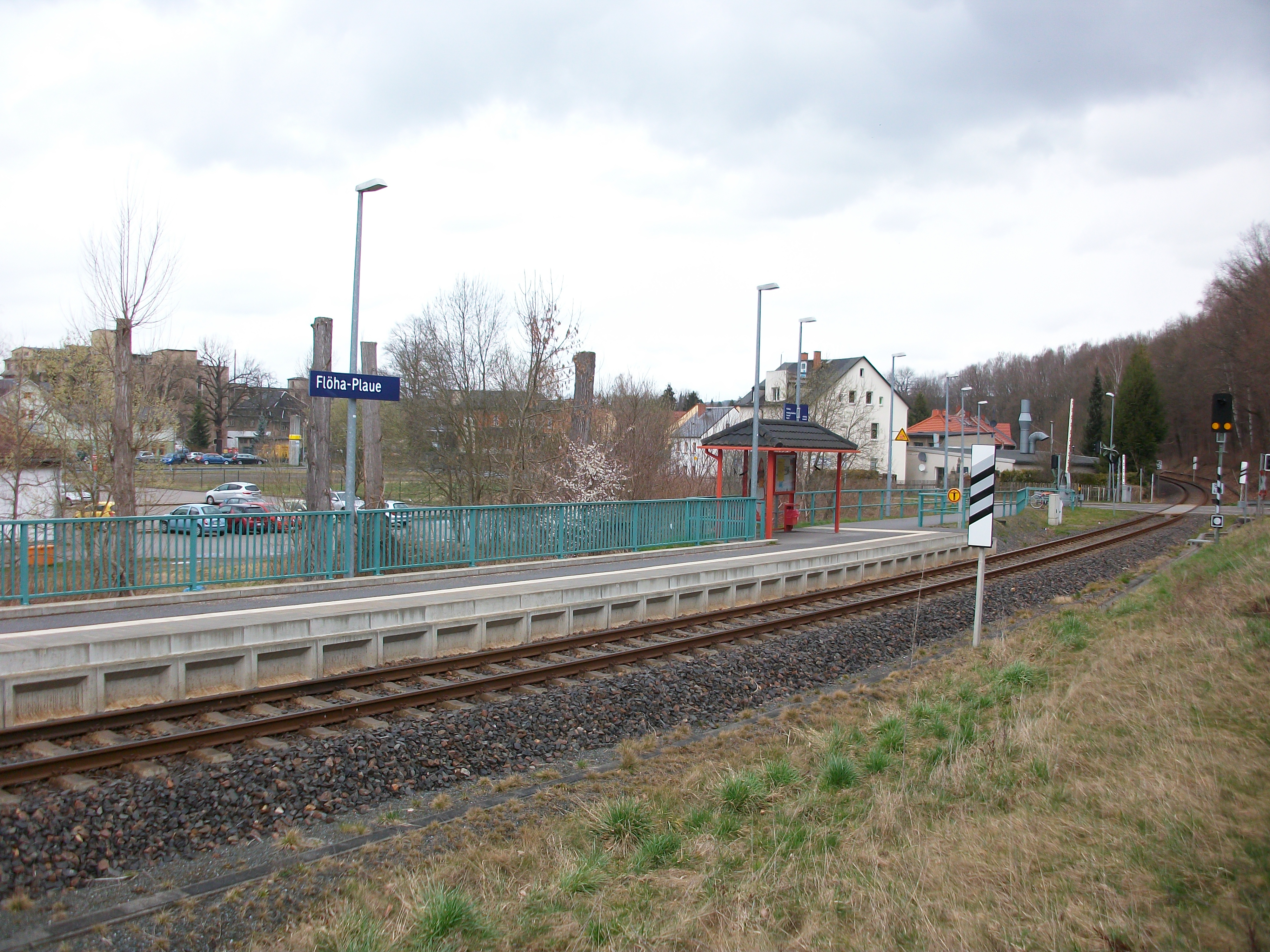
Haltepunkt Flöha-Plaue (2016)

Der Haltepunkt Flöha-Plaue wurde 2007 neu errichtet. Er ist über die Augustusburger Straße des Ortsteils Plaue erreichbar.
Flöha ⊙

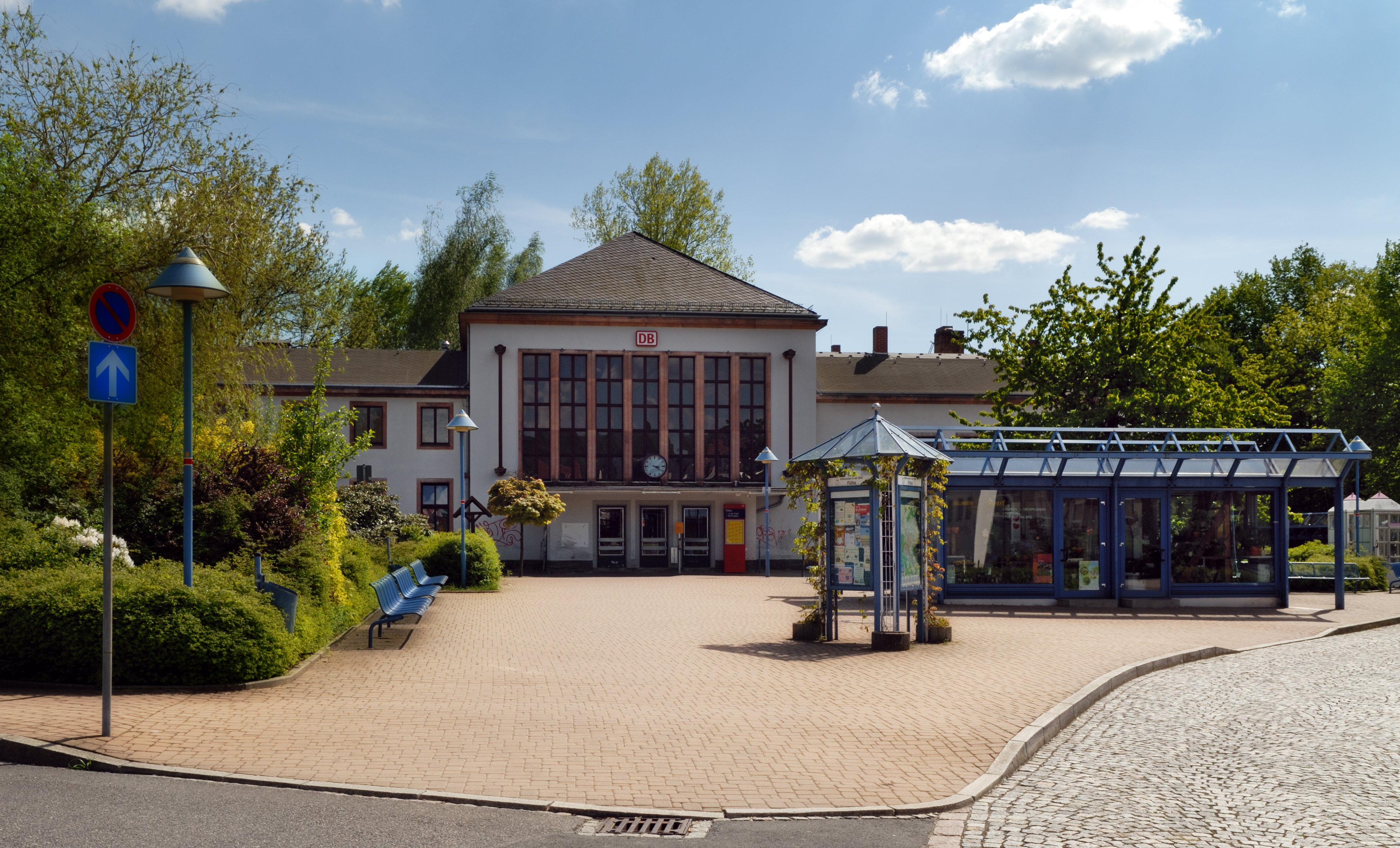
Bahnhof Flöha (2003)

Beim Bau der Bahnstrecke von Chemnitz Richtung Freiberg wurde ein komplett neuer Bahnhofsteil nordöstlich der vorhandenen Anlagen angelegt. Mit dem Bau der Bahnstrecke Reitzenhain–Flöha entstand noch weiter nordöstlich davon der Bahnhof der Chemnitz-Komotauer Eisenbahngesellschaft. In den 1930er Jahren entstand bei einem großen Bahnhofsumbau auch das heutige repräsentative Empfangsgebäude.